# Styracosaurus
Styracosaurus (em português Estiracossauro, que significa "lagarto espinhoso" do grego styrax/στύραξ, "espinho na ponta de uma haste de lança" e sauros/σαῦρος, "lagarto") foi um gênero de dinossauro herbívoro e quadrúpede que viveu durante o período Cretáceo, no andar Campaniano entre 75,5 e 75 milhões de anos atrás. Ele tinha de quatro a seis pontas parietais longas que se estendiam do folho do pescoço, um chifre jugal menor em cada uma das bochechas e um único chifre projetando-se do nariz, que podia ter até 60 centímetros de comprimento e 15 centímetros de largura. A função ou funções dos chifres e babados têm sido debatidas há muitos anos.
Styracosaurus era um dinossauro relativamente grande, atingindo comprimentos de 5 a 5,5 metros e pesando cerca de 1,8 a 2,7 toneladas. Tinha cerca de 1,8 metro de altura. Possuía quatro pernas curtas e um corpo volumoso. Sua cauda era bastante curta. O crânio tinha bico e dentes cortantes dispostos em baterias dentárias contínuas, sugerindo que o animal cortava plantas. Tal como outros ceratopsianos, este dinossauro pode ter sido um animal de rebanho, viajando em grandes grupos, como sugerido pelas camadas ósseas.
Pertencendo à subfamília Centrosaurinae, sua espécie-tipo é o Styracosaurus albertensis, nomeado em 1913 por Lawrence Lambe. Outra espécie, S. ovatus, foi nomeada em 1930 por Charles Gilmore, chegando a ser reclassificada como parte de um novo gênero, Rubeosaurus por Andrew McDonald e Jack Horner em 2010, mas recentemente foi considerada uma espécie de Styracosaurus (ou mesmo um espécime de S. albertensis) novamente.

## Descoberta

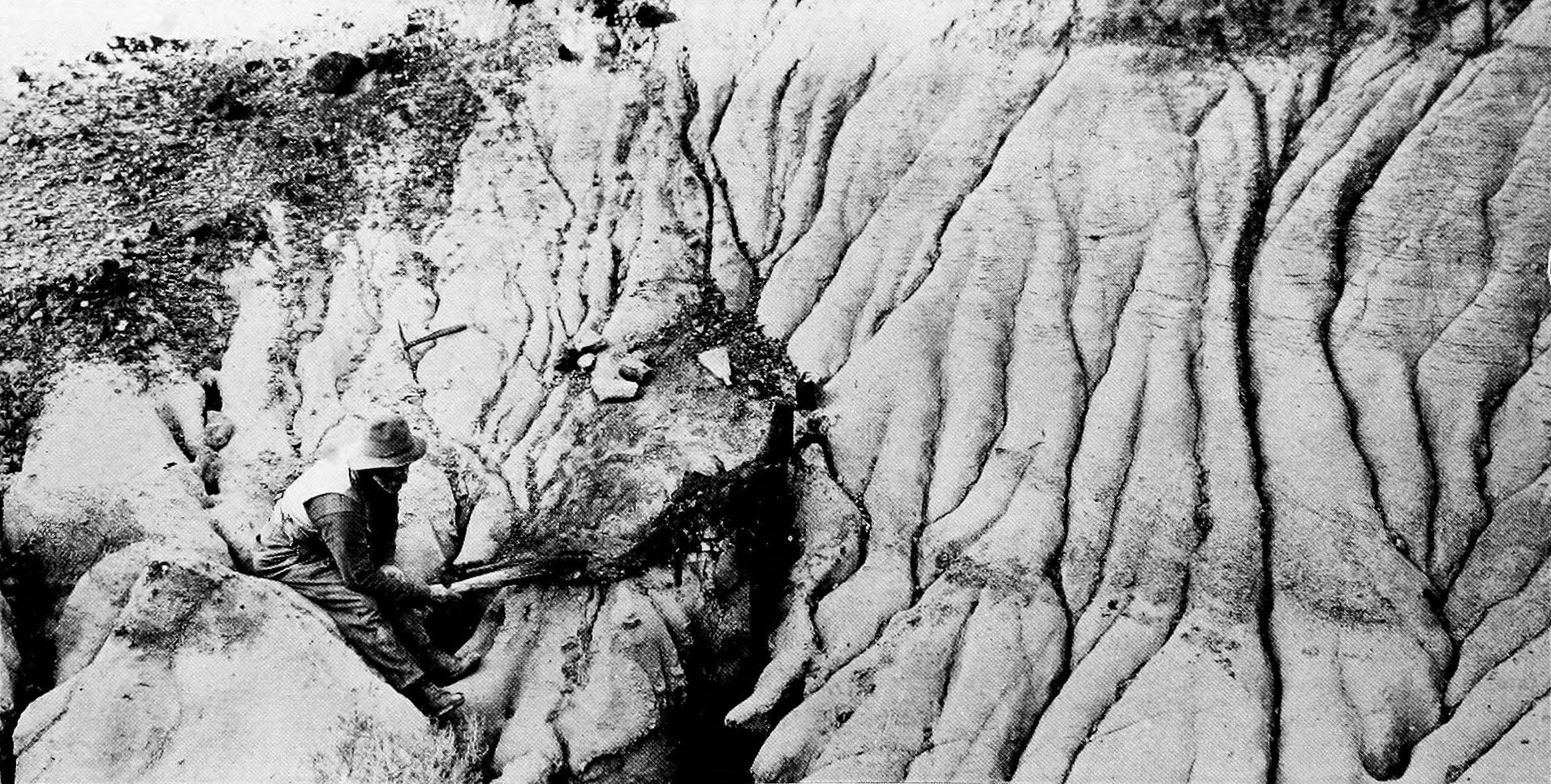
Escavação do espécime holótipo

Os primeiros restos fósseis de Styracosaurus foram coletados em Alberta, Canadá, por CM Sternberg (de uma área atualmente conhecida como Parque Provincial dos Dinossauros, na agora chamada Formação Dinosaur Park) e nomeados por Lawrence Lambe em 1913. Esta pedreira foi revisitada em 1935 por uma equipe do Museu Real de Ontario, que encontrou a mandíbula e a maior parte do esqueleto ausentes. Esses fósseis indicam que S. albertensis tinha cerca de 5,5–5,8 metros de comprimento e cerca de 1,65 metro de altura nos quadris. Uma característica incomum desse primeiro crânio é que a menor ponta do babado do lado esquerdo é parcialmente sobreposta em sua base pela próxima ponta. Parece que o folho sofreu uma quebra nesta altura da vida e foi encurtado em cerca de 6 centímetros. A forma normal desta área é desconhecida porque a área correspondente do lado direito do folho não foi recuperada.

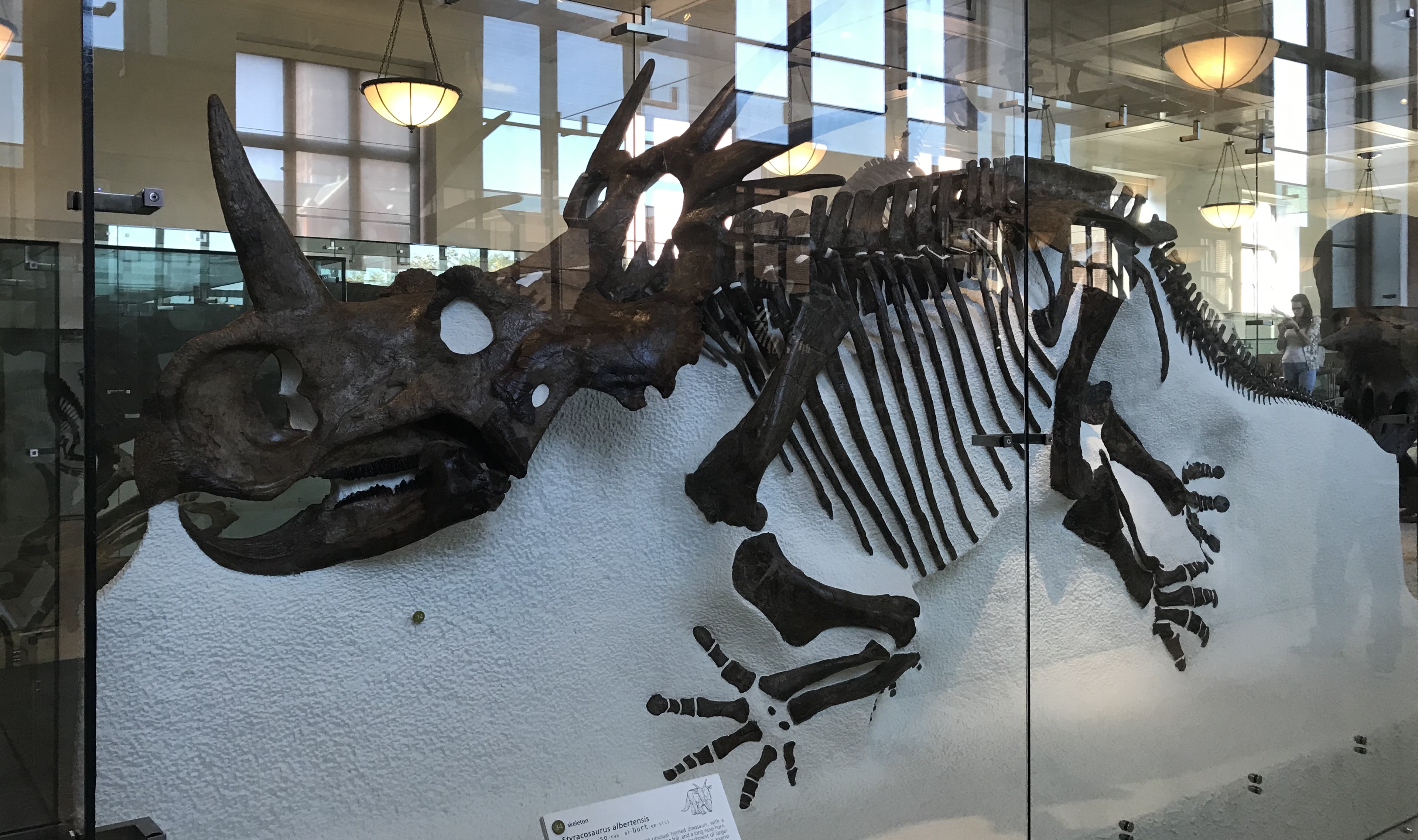
Esqueleto de Styracosaurus "parksi", espécime AM5372

Barnum Brown e sua equipe, trabalhando para o Museu Americano de História Natural em Nova Iorque, coletaram um esqueleto articulado quase completo com um crânio parcial em 1915. Esses fósseis também foram encontrados na Formação Dinosaur Park, perto de Steveville, Alberta. Brown e Erich Maren Schlaikjer compararam os achados e, embora tenham percebido que ambos os espécimes eram da mesma localidade geral e formação geológica, eles consideraram que ossos do espécime eram suficientemente distintos do holótipo para garantir a proposição de uma nova espécie e descreveram os fósseis como Styracosaurus parksi, nomeado em homenagem a William Parks, paleontólogo da mesma linha de Lambe. Das diferenças entre os espécimes citados por Brown e Schlaikjer, havia uma maçã do rosto bem diferente do S. albertensis e vértebras caudais menores. S. parksi também tinha uma mandíbula mais robusta, um dentário mais curto e o formato do folho diferia daquele da espécie-tipo. No entanto, grande parte do crânio consistia de reconstrução em gesso, e o artigo original de 1937 não ilustrava os ossos reais do crânio. Hoje, o espécime é considerado como um exemplar de S. albertensis.
No verão de 2006, Darren Tanke do Museu Real Tyrrell de Paleontologia em Drumheller, Alberta, reencontrou o antigo sítio do S. parksi de Brown, que constava como perdido pelos especialistas. Pedaços de crânio, evidentemente abandonados pela equipe de 1915, foram encontrados na pedreira. Foram coletados e esperava-se que mais peças fossem encontradas, talvez o suficiente para garantir uma nova descrição do crânio e testar se S. albertensis e S. parksi eram iguais. O Museu Tyrrell também coletou vários crânios parciais de Styracosaurus. Pelo menos um leito ósseo confirmado (Bonebed 42) no Parque Provincial dos Dinossauros também foi explorado (outros leitos ósseos de supostos Styracosaurus, em vez disso, têm fósseis de uma mistura de animais e restos ceratopsianos não diagnosticados). Bonebed 42 é conhecido por conter vários pedaços de crânios, como núcleos de chifres, mandíbulas e pedaços de folho.

### Styracosaurus ovatus

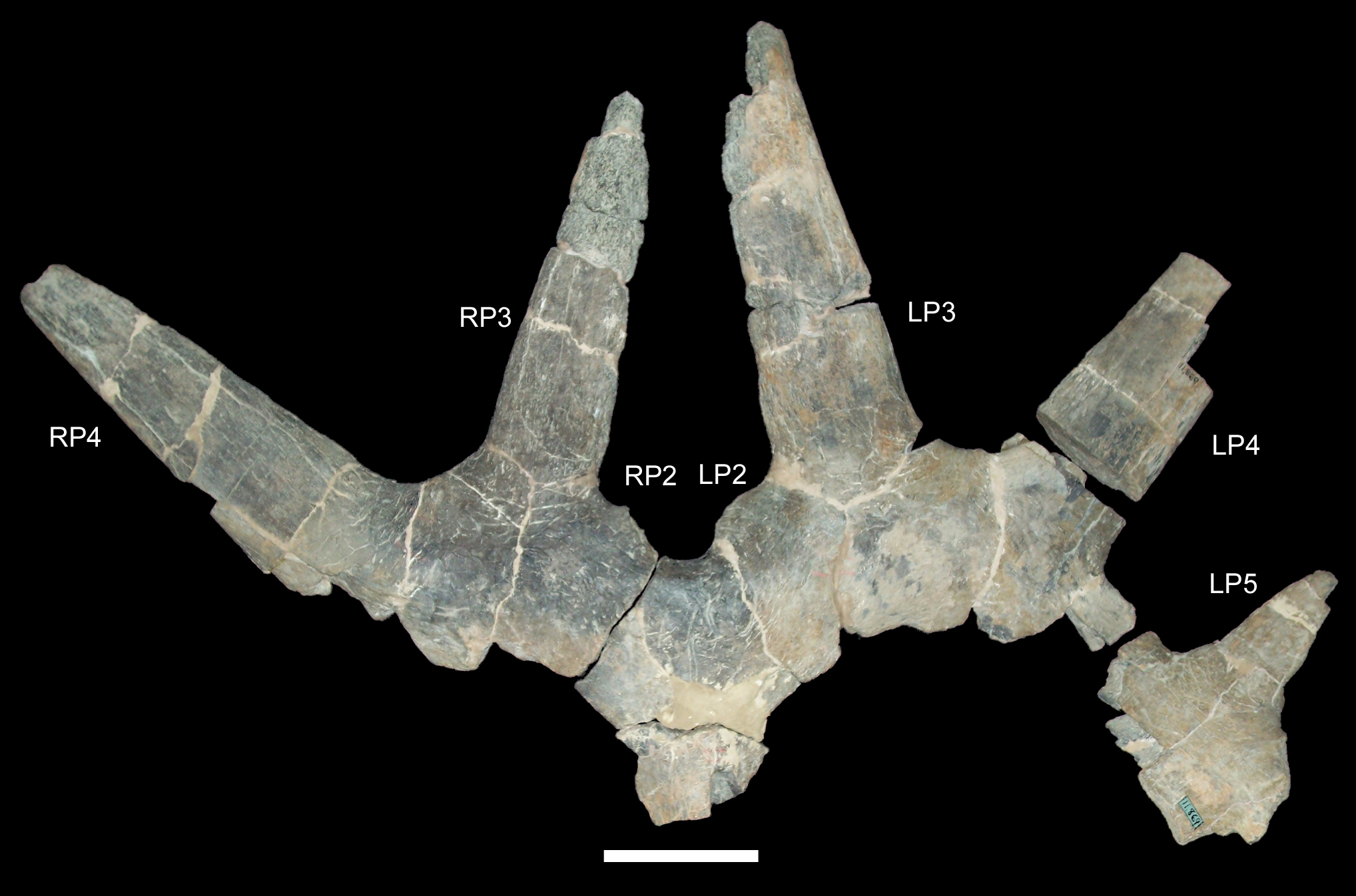
Folho de holótipo de S. ovatus, que pode ser seu próprio gênero Rubeosaurus

Uma terceira espécie, S. ovatus, da Formação Two Medicine de Montana, foi descrita por Gilmore em 1930. O material fóssil é limitado, sendo que o em melhor condição é uma porção do osso parietal do folho. Mas uma característica incomum é que o par de pontas mais próximas da linha média converge para a linha média, em vez de longe dela como no S. albertensis. Também pode ter havido apenas dois conjuntos de pontas em cada lado do folho, em vez de três. As pontas são muito mais curtas do que em S. albertensis, com as mais longas de apenas 295 milímetros de comprimento. Uma revisão de 2010 dos restos do crânio do Styracosaurus por Ryan, Holmes e Russell descobriu que ele é uma espécie distinta e, no mesmo ano, McDonald e Horner o colocaram em seu próprio gênero, Rubeosaurus. Outro espécime, o crânio parcialmente imaturo USNM 14768, que foi anteriormente referido ao gênero não diagnóstico Brachyceratops, também foi referido ao Rubeosaurus ovatus por McDonald e colegas em 2011. Embora as pontas mediais do USNM 14768 estivessem muito incompletas para mostrar se compartilhava a convergência vista em outros espécimes de R. ovatus, foi considerado que era a mesma espécie, já que também foi encontrado nos depósitos mais antigos da Formação Two Medicine, e tinha uma combinação única de características parietais compartilhadas apenas completamente com os outros espécimes da espécie.
Holmes et al. (2020) argumentaram ainda que os caracteres diagnósticos propostos de Styracosaurus ovatus/Rubeosaurus se enquadram na faixa de assimetria e variação individual encontrada no Styracosaurus albertensis. Os autores consideraram R. ovatus um sinônimo juvenil de Styracosaurus albertensis. Outro estudo em 2020 descrevendo um espécime jovem de Styracosaurus lançou dúvidas sobre a utilidade do arranjo dos espigões no folho para fazer uma classificação. Nesse estudo, os autores Caleb Brown, Robert Holmes e Phillip Currie concluíram que as características usadas para diferenciar S. ovatus estavam provavelmente dentro da faixa de variação para a espécie S. albertensis. Eles apontaram que vários espécimes que são de outra forma consistentes com S. albertensis foram encontrados com pontas do folho anguladas para dentro, embora não no mesmo grau que S. ovatus. Dada sua posição estratigráfica ligeiramente mais alta e pontas mais anguladas, eles sugeriram que pode ser apenas uma variação "morfológica extrema" de S. albertensis.
Várias outras espécies atribuídas ao Styracosaurus foram atribuídas a outros gêneros. S. sphenocerus, descrito por Edward Drinker Cope em 1890 como uma espécie de Monoclonius, baseado em um osso nasal com um chifre nasal reto parecido com o do Styracosaurus, mas quebrado, foi atribuído ao Styracosaurus em 1915. "S. makeli", mencionado informalmente pelos paleontólogos amadores Stephen e Sylvia Czerkas em 1990 na legenda de uma ilustração, é um nome antigo de Einiosaurus. "S. borealis" é um nome informal inicial para S. parksi.

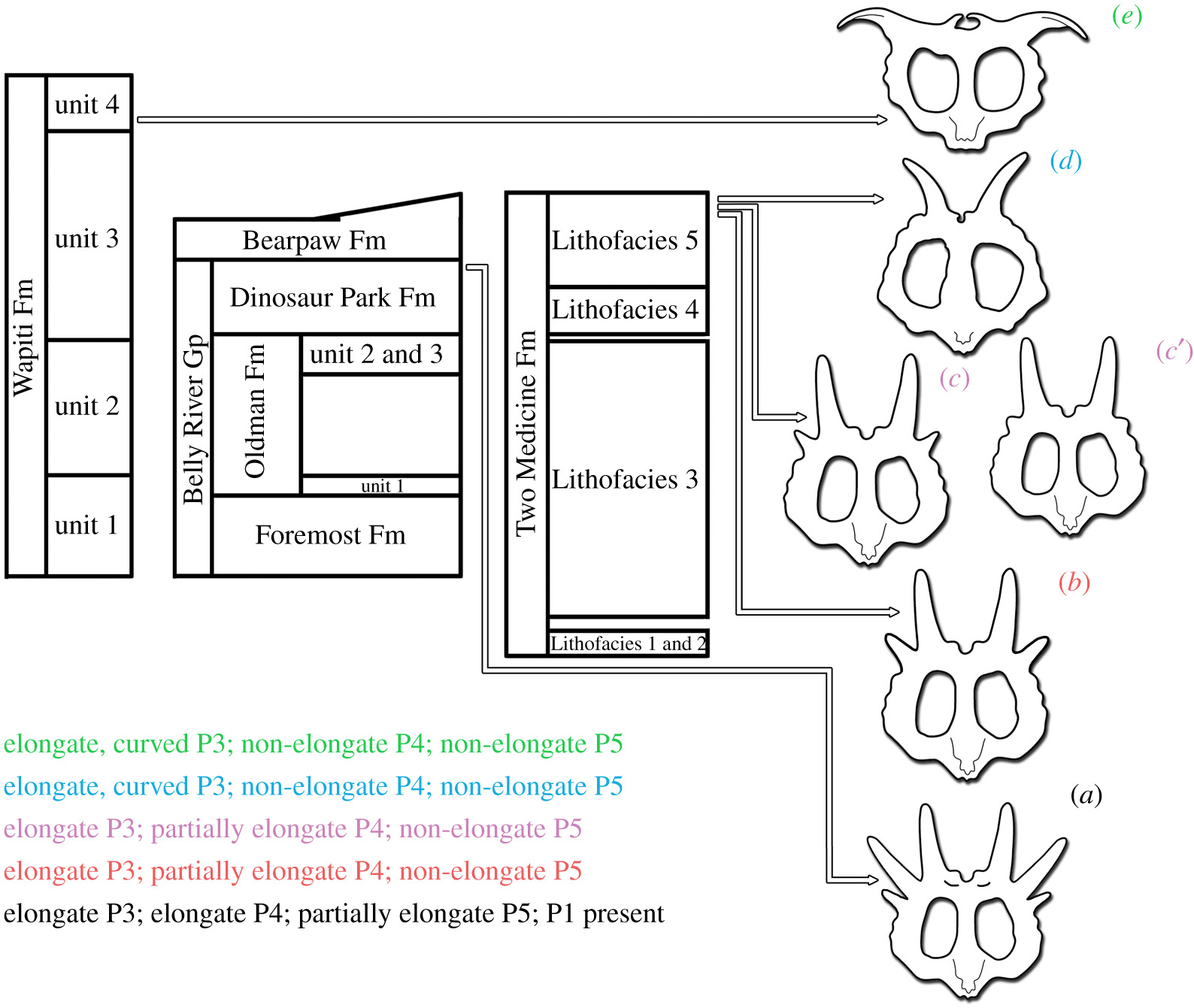
Possível anagênese, com S. albertensis (parte inferior) evoluindo para Stellasaurus e posteriormente demais centrossauríneos

Mais tarde, em 2020, o suposto espécime MOR 492 foi redescrito por John Wilson e colegas, que reinterpretaram a sua anatomia de uma forma que contrastou com McDonald e Horner, que o referiram ao Styracosaurus ovatus. Enquanto Wilson et al. concordaram que a estreita relação entre S. albertensis e S. ovatus significava que o nome do gênero Rubeosaurus deveria ser abandonado, eles alertaram contra a sinonimização. MOR 492 foi movido para seu próprio táxon, Stellasaurus ancellae, que se aninhou ao lado de Einiosaurus, Achelousaurus e Pachyrhinosaurus em um resultado semelhante ao McDonald e Horner quando o espécime foi incluído como parte do hipodigma de S. ovatus. Wilson e colegas também sugeriram que o novo táxon pode ter sido ancestral das formas posteriores com as quais foi encontrado relacionado, sugerindo que a evolução gradual através da anagênese poderia ser a razão para as morfologias intermediárias de muitos espécimes e espécies encontradas na Formação Two Medicine, possivelmente incluindo também S. ovatus. Como o holótipo do Styracosaurus ovatus foi encontrado em depósitos muito mais jovens do que o restante dos espécimes de Styracosaurus, e foi considerado como tendo a morfologia mais extrema, embora ainda dentro de variações plausíveis, como Holmes et al. concluíram, Wilson e colegas informaram que S. ovatus foi mantido como uma espécie separada, provavelmente descendente direta de S. albertensis, de Styracosaurus. O espécime imaturo USNM 14768, referido como S. ovatus por McDonald et al. em 2011, foi considerado muito imaturo para ser diagnóstico e, portanto, este foi limitado ao seu holótipo USNM 11869.

## Descrição

Tamanho comparado ao humano

Indivíduos do gênero Styracosaurus tinham aproximadamente entre 5 e 5,5 metros de comprimento quando adultos e pesavam entre 1,8 e 2,7 toneladas. O crânio era enorme, com uma narina grande, um chifre nasal alto e reto e um babado escamoso parietal (um babado no pescoço) coroado com pelo menos quatro pontas grandes. Cada um dos quatro espinhos mais longos era comparável em comprimento ao chifre do nariz, com 50 a 55 centímetros de comprimento. O chifre nasal foi estimado por Lambe em 57 centímetros de comprimento no espécime-tipo, mas a ponta não foi preservada. Com base em outros núcleos de chifres nasais do Styracosaurus e do Centrosaurus, este chifre pode ter atingido uma ponta mais arredondada em cerca de metade desse comprimento.

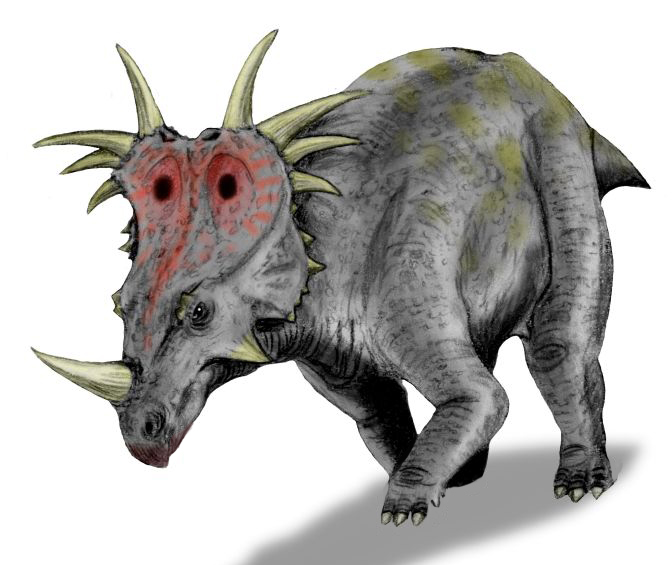
Arte conceitual do animal em vida

Além do grande chifre nasal e quatro pontas longas, a ornamentação craniana era variável. Alguns indivíduos tinham pequenas projeções e protuberâncias em forma de gancho na margem posterior do folho, semelhantes, mas menores, às do Centrosaurus. Outros tinham guias menos proeminentes. Alguns, como o indivíduo-tipo, tinham um terceiro par de pontas longas com babados. Outros tinham projeções muito menores e pequenos pontos são encontrados nas margens laterais de alguns, mas não de todos os espécimes. Chifres frontais modestos em forma de pirâmide estavam presentes em subadultos, mas foram substituídos por covas em adultos.
O corpo volumoso do Styracosaurus lembrava o de um rinoceronte. Ele tinha ombros poderosos que podem ter sido úteis em combates intraespécies. O Styracosaurus tinha uma cauda relativamente curta. Cada dedo do pé tinha um ungueal parecido com um casco que era revestido de um espigão semelhante ao chifre.
Várias posições dos membros foram propostas para o Styracosaurus e ceratopsídeos em geral, incluindo as patas dianteiras que eram mantidas sob o corpo ou, alternativamente, mantidas em uma posição estendida. O trabalho mais recente apresentou uma posição intermediária agachada como mais provável.

## Classificação

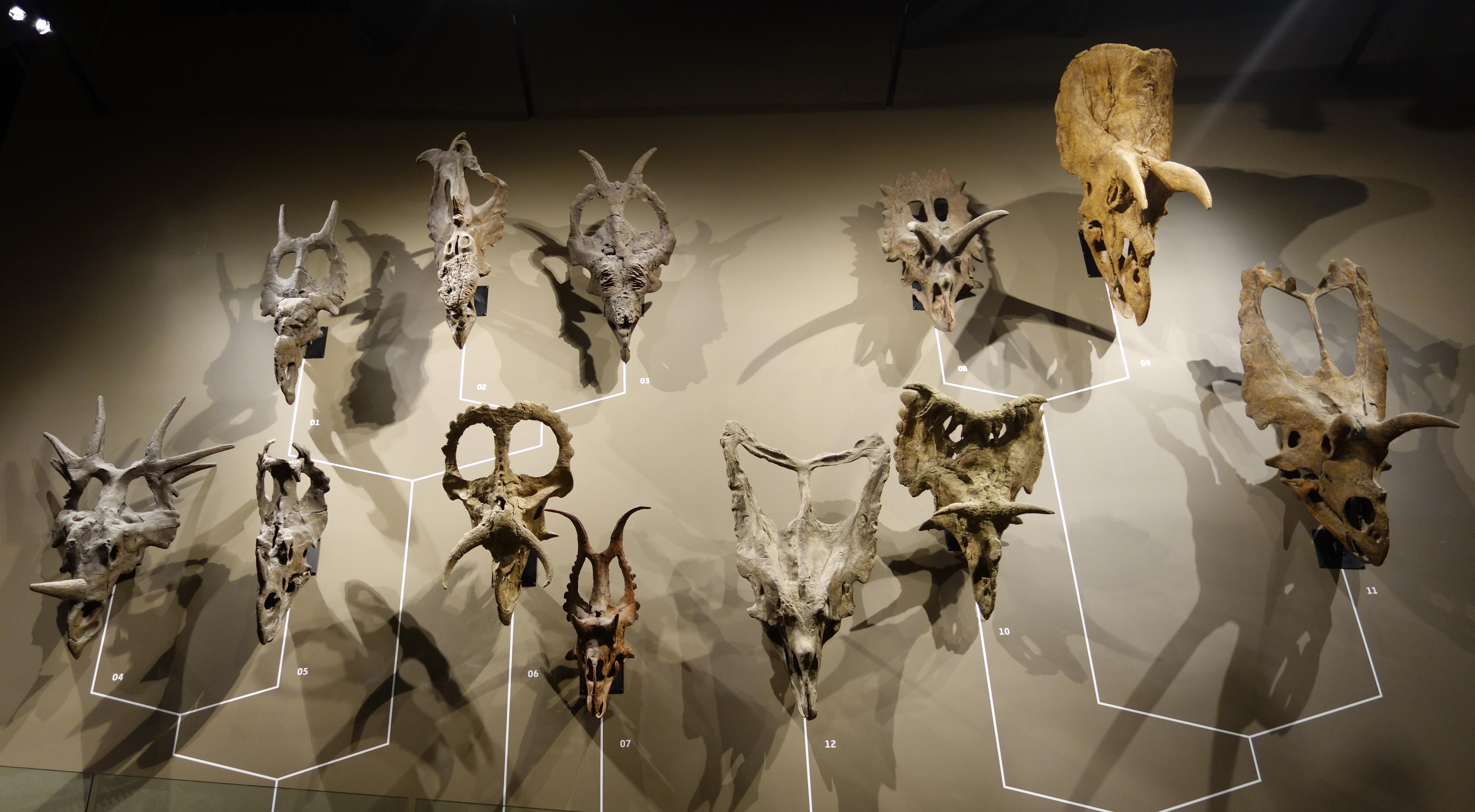
Moldes de crânio de ceratopsídeos posicionados em uma árvore filogenética, no Museu de História Natural de Utah, com Styracosaurus na extremidade esquerda

O Styracosaurus é um membro dos Centrosaurinae. Outros membros do clado incluem Centrosaurus (do qual o grupo leva seu nome), Pachyrhinosaurus, Avaceratops, Einiosaurus, Albertaceratops, Achelousaurus, Brachyceratops e Monoclonius, embora esses dois últimos sejam duvidosos. Por causa da variação entre espécies e até mesmo espécimes individuais de centrossauríneos, tem havido muito debate sobre quais gêneros e espécies são válidos, particularmente se Centrosaurus e/ou Monoclonius são gêneros válidos, não diagnosticáveis ou possivelmente membros do sexo oposto. Em 1996, Peter Dodson encontrou variação suficiente entre Centrosaurus, Styracosaurus e Monoclonius para considerá-los gêneros separados, e que Styracosaurus se assemelhava a Centrosaurus mais intimamente do que qualquer outro que se assemelhava a Monoclonius. Dodson também acreditava que uma espécie de Monoclonius, M. nasicornis, pode na verdade ter sido uma fêmea de Styracosaurus. No entanto, a maioria dos outros pesquisadores não aceitou Monoclonius nasicornis como uma fêmea de Styracosaurus, preferindo considerá-lo como um sinônimo do Centrosaurus apertus. Embora o dimorfismo sexual tenha sido proposto para um ceratopsiano anterior, o Protoceratops, não há evidências firmes do mesmo em qualquer ceratopsídeo.

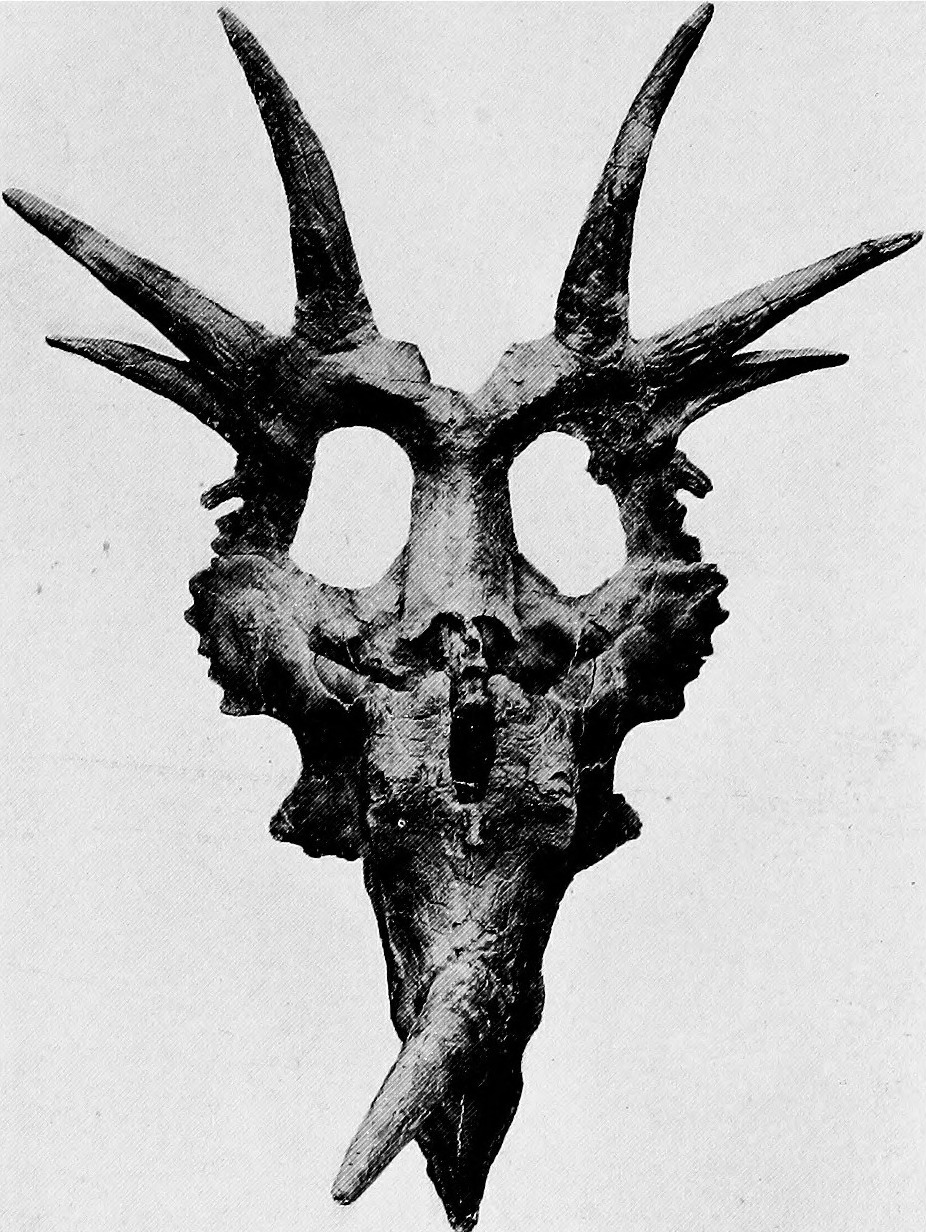
Crânio do espécime holótipo

O cladograma abaixo demonstra uma análise filogenética feita por Chiba et al. (2017):
|  | Diabloceratops eatoni    |
|  |                          |
|  | Machairoceratops cronusi |
|  |                          |

|  | Avaceratops lammersi (ANSP 15800) |
|  |                                   |
|  | MOR 692                           |
|  |                                   |
|  | CMN 8804                          |
|  |                                   |
|  | Nasutoceratops titusi             |
|  |                                   |
|  | Novo táxon de Malta               |
|  |                                   |

|  | Sinoceratops zhuchengensis |
|  |                            |
|  | Wendiceratops pinhornensis |
|  |                            |

|  | Rubeosaurus ovatus        |
|  |                           |
|  | Styracosaurus albertensis |
|  |                           |

|  | Coronosaurus brinkmani                                                         |
|  |                                                                                |
|  | \| \| Centrosaurus apertus \| \| \| \| \| \| Spinops sternbergorum \| \| \| \| |
|  |                                                                                |
|  | Centrosaurus apertus                                                           |
|  |                                                                                |
|  | Spinops sternbergorum                                                          |
|  |                                                                                |

|  | Centrosaurus apertus  |
|  |                       |
|  | Spinops sternbergorum |
|  |                       |

|  | Rubeosaurus ovatus        |
|  |                           |
|  | Styracosaurus albertensis |
|  |                           |

|  | Coronosaurus brinkmani                                                         |
|  |                                                                                |
|  | \| \| Centrosaurus apertus \| \| \| \| \| \| Spinops sternbergorum \| \| \| \| |
|  |                                                                                |
|  | Centrosaurus apertus                                                           |
|  |                                                                                |
|  | Spinops sternbergorum                                                          |
|  |                                                                                |

|  | Centrosaurus apertus  |
|  |                       |
|  | Spinops sternbergorum |
|  |                       |

|  | Pachyrhinosaurus canadensis                                                              |
|  |                                                                                          |
|  | \| \| Pachyrhinosaurus lakustai \| \| \| \| \| \| Pachyrhinosaurus perotorum \| \| \| \| |
|  |                                                                                          |
|  | Pachyrhinosaurus lakustai                                                                |
|  |                                                                                          |
|  | Pachyrhinosaurus perotorum                                                               |
|  |                                                                                          |

|  | Pachyrhinosaurus lakustai  |
|  |                            |
|  | Pachyrhinosaurus perotorum |
|  |                            |

|  | Pachyrhinosaurus canadensis                                                              |
|  |                                                                                          |
|  | \| \| Pachyrhinosaurus lakustai \| \| \| \| \| \| Pachyrhinosaurus perotorum \| \| \| \| |
|  |                                                                                          |
|  | Pachyrhinosaurus lakustai                                                                |
|  |                                                                                          |
|  | Pachyrhinosaurus perotorum                                                               |
|  |                                                                                          |

|  | Pachyrhinosaurus lakustai  |
|  |                            |
|  | Pachyrhinosaurus perotorum |
|  |                            |

|  | Pachyrhinosaurus canadensis                                                              |
|  |                                                                                          |
|  | \| \| Pachyrhinosaurus lakustai \| \| \| \| \| \| Pachyrhinosaurus perotorum \| \| \| \| |
|  |                                                                                          |
|  | Pachyrhinosaurus lakustai                                                                |
|  |                                                                                          |
|  | Pachyrhinosaurus perotorum                                                               |
|  |                                                                                          |

|  | Pachyrhinosaurus lakustai  |
|  |                            |
|  | Pachyrhinosaurus perotorum |
|  |                            |

|  | Pachyrhinosaurus canadensis                                                              |
|  |                                                                                          |
|  | \| \| Pachyrhinosaurus lakustai \| \| \| \| \| \| Pachyrhinosaurus perotorum \| \| \| \| |
|  |                                                                                          |
|  | Pachyrhinosaurus lakustai                                                                |
|  |                                                                                          |
|  | Pachyrhinosaurus perotorum                                                               |
|  |                                                                                          |

|  | Pachyrhinosaurus lakustai  |
|  |                            |
|  | Pachyrhinosaurus perotorum |
|  |                            |

|  | Rubeosaurus ovatus        |
|  |                           |
|  | Styracosaurus albertensis |
|  |                           |

|  | Coronosaurus brinkmani                                                         |
|  |                                                                                |
|  | \| \| Centrosaurus apertus \| \| \| \| \| \| Spinops sternbergorum \| \| \| \| |
|  |                                                                                |
|  | Centrosaurus apertus                                                           |
|  |                                                                                |
|  | Spinops sternbergorum                                                          |
|  |                                                                                |

|  | Centrosaurus apertus  |
|  |                       |
|  | Spinops sternbergorum |
|  |                       |

|  | Rubeosaurus ovatus        |
|  |                           |
|  | Styracosaurus albertensis |
|  |                           |

|  | Coronosaurus brinkmani                                                         |
|  |                                                                                |
|  | \| \| Centrosaurus apertus \| \| \| \| \| \| Spinops sternbergorum \| \| \| \| |
|  |                                                                                |
|  | Centrosaurus apertus                                                           |
|  |                                                                                |
|  | Spinops sternbergorum                                                          |
|  |                                                                                |

|  | Centrosaurus apertus  |
|  |                       |
|  | Spinops sternbergorum |
|  |                       |

|  | Pachyrhinosaurus canadensis                                                              |
|  |                                                                                          |
|  | \| \| Pachyrhinosaurus lakustai \| \| \| \| \| \| Pachyrhinosaurus perotorum \| \| \| \| |
|  |                                                                                          |
|  | Pachyrhinosaurus lakustai                                                                |
|  |                                                                                          |
|  | Pachyrhinosaurus perotorum                                                               |
|  |                                                                                          |

|  | Pachyrhinosaurus lakustai  |
|  |                            |
|  | Pachyrhinosaurus perotorum |
|  |                            |

|  | Pachyrhinosaurus canadensis                                                              |
|  |                                                                                          |
|  | \| \| Pachyrhinosaurus lakustai \| \| \| \| \| \| Pachyrhinosaurus perotorum \| \| \| \| |
|  |                                                                                          |
|  | Pachyrhinosaurus lakustai                                                                |
|  |                                                                                          |
|  | Pachyrhinosaurus perotorum                                                               |
|  |                                                                                          |

|  | Pachyrhinosaurus lakustai  |
|  |                            |
|  | Pachyrhinosaurus perotorum |
|  |                            |

|  | Pachyrhinosaurus canadensis                                                              |
|  |                                                                                          |
|  | \| \| Pachyrhinosaurus lakustai \| \| \| \| \| \| Pachyrhinosaurus perotorum \| \| \| \| |
|  |                                                                                          |
|  | Pachyrhinosaurus lakustai                                                                |
|  |                                                                                          |
|  | Pachyrhinosaurus perotorum                                                               |
|  |                                                                                          |

|  | Pachyrhinosaurus lakustai  |
|  |                            |
|  | Pachyrhinosaurus perotorum |
|  |                            |

|  | Pachyrhinosaurus canadensis                                                              |
|  |                                                                                          |
|  | \| \| Pachyrhinosaurus lakustai \| \| \| \| \| \| Pachyrhinosaurus perotorum \| \| \| \| |
|  |                                                                                          |
|  | Pachyrhinosaurus lakustai                                                                |
|  |                                                                                          |
|  | Pachyrhinosaurus perotorum                                                               |
|  |                                                                                          |

|  | Pachyrhinosaurus lakustai  |
|  |                            |
|  | Pachyrhinosaurus perotorum |
|  |                            |

|  | Sinoceratops zhuchengensis |
|  |                            |
|  | Wendiceratops pinhornensis |
|  |                            |

|  | Rubeosaurus ovatus        |
|  |                           |
|  | Styracosaurus albertensis |
|  |                           |

|  | Coronosaurus brinkmani                                                         |
|  |                                                                                |
|  | \| \| Centrosaurus apertus \| \| \| \| \| \| Spinops sternbergorum \| \| \| \| |
|  |                                                                                |
|  | Centrosaurus apertus                                                           |
|  |                                                                                |
|  | Spinops sternbergorum                                                          |
|  |                                                                                |

|  | Centrosaurus apertus  |
|  |                       |
|  | Spinops sternbergorum |
|  |                       |

|  | Rubeosaurus ovatus        |
|  |                           |
|  | Styracosaurus albertensis |
|  |                           |

|  | Coronosaurus brinkmani                                                         |
|  |                                                                                |
|  | \| \| Centrosaurus apertus \| \| \| \| \| \| Spinops sternbergorum \| \| \| \| |
|  |                                                                                |
|  | Centrosaurus apertus                                                           |
|  |                                                                                |
|  | Spinops sternbergorum                                                          |
|  |                                                                                |

|  | Centrosaurus apertus  |
|  |                       |
|  | Spinops sternbergorum |
|  |                       |

|  | Pachyrhinosaurus canadensis                                                              |
|  |                                                                                          |
|  | \| \| Pachyrhinosaurus lakustai \| \| \| \| \| \| Pachyrhinosaurus perotorum \| \| \| \| |
|  |                                                                                          |
|  | Pachyrhinosaurus lakustai                                                                |
|  |                                                                                          |
|  | Pachyrhinosaurus perotorum                                                               |
|  |                                                                                          |

|  | Pachyrhinosaurus lakustai  |
|  |                            |
|  | Pachyrhinosaurus perotorum |
|  |                            |

|  | Pachyrhinosaurus canadensis                                                              |
|  |                                                                                          |
|  | \| \| Pachyrhinosaurus lakustai \| \| \| \| \| \| Pachyrhinosaurus perotorum \| \| \| \| |
|  |                                                                                          |
|  | Pachyrhinosaurus lakustai                                                                |
|  |                                                                                          |
|  | Pachyrhinosaurus perotorum                                                               |
|  |                                                                                          |

|  | Pachyrhinosaurus lakustai  |
|  |                            |
|  | Pachyrhinosaurus perotorum |
|  |                            |

|  | Pachyrhinosaurus canadensis                                                              |
|  |                                                                                          |
|  | \| \| Pachyrhinosaurus lakustai \| \| \| \| \| \| Pachyrhinosaurus perotorum \| \| \| \| |
|  |                                                                                          |
|  | Pachyrhinosaurus lakustai                                                                |
|  |                                                                                          |
|  | Pachyrhinosaurus perotorum                                                               |
|  |                                                                                          |

|  | Pachyrhinosaurus lakustai  |
|  |                            |
|  | Pachyrhinosaurus perotorum |
|  |                            |

|  | Pachyrhinosaurus canadensis                                                              |
|  |                                                                                          |
|  | \| \| Pachyrhinosaurus lakustai \| \| \| \| \| \| Pachyrhinosaurus perotorum \| \| \| \| |
|  |                                                                                          |
|  | Pachyrhinosaurus lakustai                                                                |
|  |                                                                                          |
|  | Pachyrhinosaurus perotorum                                                               |
|  |                                                                                          |

|  | Pachyrhinosaurus lakustai  |
|  |                            |
|  | Pachyrhinosaurus perotorum |
|  |                            |

|  | Rubeosaurus ovatus        |
|  |                           |
|  | Styracosaurus albertensis |
|  |                           |

|  | Coronosaurus brinkmani                                                         |
|  |                                                                                |
|  | \| \| Centrosaurus apertus \| \| \| \| \| \| Spinops sternbergorum \| \| \| \| |
|  |                                                                                |
|  | Centrosaurus apertus                                                           |
|  |                                                                                |
|  | Spinops sternbergorum                                                          |
|  |                                                                                |

|  | Centrosaurus apertus  |
|  |                       |
|  | Spinops sternbergorum |
|  |                       |

|  | Rubeosaurus ovatus        |
|  |                           |
|  | Styracosaurus albertensis |
|  |                           |

|  | Coronosaurus brinkmani                                                         |
|  |                                                                                |
|  | \| \| Centrosaurus apertus \| \| \| \| \| \| Spinops sternbergorum \| \| \| \| |
|  |                                                                                |
|  | Centrosaurus apertus                                                           |
|  |                                                                                |
|  | Spinops sternbergorum                                                          |
|  |                                                                                |

|  | Centrosaurus apertus  |
|  |                       |
|  | Spinops sternbergorum |
|  |                       |

|  | Pachyrhinosaurus canadensis                                                              |
|  |                                                                                          |
|  | \| \| Pachyrhinosaurus lakustai \| \| \| \| \| \| Pachyrhinosaurus perotorum \| \| \| \| |
|  |                                                                                          |
|  | Pachyrhinosaurus lakustai                                                                |
|  |                                                                                          |
|  | Pachyrhinosaurus perotorum                                                               |
|  |                                                                                          |

|  | Pachyrhinosaurus lakustai  |
|  |                            |
|  | Pachyrhinosaurus perotorum |
|  |                            |

|  | Pachyrhinosaurus canadensis                                                              |
|  |                                                                                          |
|  | \| \| Pachyrhinosaurus lakustai \| \| \| \| \| \| Pachyrhinosaurus perotorum \| \| \| \| |
|  |                                                                                          |
|  | Pachyrhinosaurus lakustai                                                                |
|  |                                                                                          |
|  | Pachyrhinosaurus perotorum                                                               |
|  |                                                                                          |

|  | Pachyrhinosaurus lakustai  |
|  |                            |
|  | Pachyrhinosaurus perotorum |
|  |                            |

|  | Pachyrhinosaurus canadensis                                                              |
|  |                                                                                          |
|  | \| \| Pachyrhinosaurus lakustai \| \| \| \| \| \| Pachyrhinosaurus perotorum \| \| \| \| |
|  |                                                                                          |
|  | Pachyrhinosaurus lakustai                                                                |
|  |                                                                                          |
|  | Pachyrhinosaurus perotorum                                                               |
|  |                                                                                          |

|  | Pachyrhinosaurus lakustai  |
|  |                            |
|  | Pachyrhinosaurus perotorum |
|  |                            |

|  | Pachyrhinosaurus canadensis                                                              |
|  |                                                                                          |
|  | \| \| Pachyrhinosaurus lakustai \| \| \| \| \| \| Pachyrhinosaurus perotorum \| \| \| \| |
|  |                                                                                          |
|  | Pachyrhinosaurus lakustai                                                                |
|  |                                                                                          |
|  | Pachyrhinosaurus perotorum                                                               |
|  |                                                                                          |

|  | Pachyrhinosaurus lakustai  |
|  |                            |
|  | Pachyrhinosaurus perotorum |
|  |                            |

|  | Sinoceratops zhuchengensis |
|  |                            |
|  | Wendiceratops pinhornensis |
|  |                            |

|  | Rubeosaurus ovatus        |
|  |                           |
|  | Styracosaurus albertensis |
|  |                           |

|  | Coronosaurus brinkmani                                                         |
|  |                                                                                |
|  | \| \| Centrosaurus apertus \| \| \| \| \| \| Spinops sternbergorum \| \| \| \| |
|  |                                                                                |
|  | Centrosaurus apertus                                                           |
|  |                                                                                |
|  | Spinops sternbergorum                                                          |
|  |                                                                                |

|  | Centrosaurus apertus  |
|  |                       |
|  | Spinops sternbergorum |
|  |                       |

|  | Rubeosaurus ovatus        |
|  |                           |
|  | Styracosaurus albertensis |
|  |                           |

|  | Coronosaurus brinkmani                                                         |
|  |                                                                                |
|  | \| \| Centrosaurus apertus \| \| \| \| \| \| Spinops sternbergorum \| \| \| \| |
|  |                                                                                |
|  | Centrosaurus apertus                                                           |
|  |                                                                                |
|  | Spinops sternbergorum                                                          |
|  |                                                                                |

|  | Centrosaurus apertus  |
|  |                       |
|  | Spinops sternbergorum |
|  |                       |

|  | Pachyrhinosaurus canadensis                                                              |
|  |                                                                                          |
|  | \| \| Pachyrhinosaurus lakustai \| \| \| \| \| \| Pachyrhinosaurus perotorum \| \| \| \| |
|  |                                                                                          |
|  | Pachyrhinosaurus lakustai                                                                |
|  |                                                                                          |
|  | Pachyrhinosaurus perotorum                                                               |
|  |                                                                                          |

|  | Pachyrhinosaurus lakustai  |
|  |                            |
|  | Pachyrhinosaurus perotorum |
|  |                            |

|  | Pachyrhinosaurus canadensis                                                              |
|  |                                                                                          |
|  | \| \| Pachyrhinosaurus lakustai \| \| \| \| \| \| Pachyrhinosaurus perotorum \| \| \| \| |
|  |                                                                                          |
|  | Pachyrhinosaurus lakustai                                                                |
|  |                                                                                          |
|  | Pachyrhinosaurus perotorum                                                               |
|  |                                                                                          |

|  | Pachyrhinosaurus lakustai  |
|  |                            |
|  | Pachyrhinosaurus perotorum |
|  |                            |

|  | Pachyrhinosaurus canadensis                                                              |
|  |                                                                                          |
|  | \| \| Pachyrhinosaurus lakustai \| \| \| \| \| \| Pachyrhinosaurus perotorum \| \| \| \| |
|  |                                                                                          |
|  | Pachyrhinosaurus lakustai                                                                |
|  |                                                                                          |
|  | Pachyrhinosaurus perotorum                                                               |
|  |                                                                                          |

|  | Pachyrhinosaurus lakustai  |
|  |                            |
|  | Pachyrhinosaurus perotorum |
|  |                            |

|  | Pachyrhinosaurus canadensis                                                              |
|  |                                                                                          |
|  | \| \| Pachyrhinosaurus lakustai \| \| \| \| \| \| Pachyrhinosaurus perotorum \| \| \| \| |
|  |                                                                                          |
|  | Pachyrhinosaurus lakustai                                                                |
|  |                                                                                          |
|  | Pachyrhinosaurus perotorum                                                               |
|  |                                                                                          |

|  | Pachyrhinosaurus lakustai  |
|  |                            |
|  | Pachyrhinosaurus perotorum |
|  |                            |

|  | Rubeosaurus ovatus        |
|  |                           |
|  | Styracosaurus albertensis |
|  |                           |

|  | Coronosaurus brinkmani                                                         |
|  |                                                                                |
|  | \| \| Centrosaurus apertus \| \| \| \| \| \| Spinops sternbergorum \| \| \| \| |
|  |                                                                                |
|  | Centrosaurus apertus                                                           |
|  |                                                                                |
|  | Spinops sternbergorum                                                          |
|  |                                                                                |

|  | Centrosaurus apertus  |
|  |                       |
|  | Spinops sternbergorum |
|  |                       |

|  | Rubeosaurus ovatus        |
|  |                           |
|  | Styracosaurus albertensis |
|  |                           |

|  | Coronosaurus brinkmani                                                         |
|  |                                                                                |
|  | \| \| Centrosaurus apertus \| \| \| \| \| \| Spinops sternbergorum \| \| \| \| |
|  |                                                                                |
|  | Centrosaurus apertus                                                           |
|  |                                                                                |
|  | Spinops sternbergorum                                                          |
|  |                                                                                |

|  | Centrosaurus apertus  |
|  |                       |
|  | Spinops sternbergorum |
|  |                       |

|  | Pachyrhinosaurus canadensis                                                              |
|  |                                                                                          |
|  | \| \| Pachyrhinosaurus lakustai \| \| \| \| \| \| Pachyrhinosaurus perotorum \| \| \| \| |
|  |                                                                                          |
|  | Pachyrhinosaurus lakustai                                                                |
|  |                                                                                          |
|  | Pachyrhinosaurus perotorum                                                               |
|  |                                                                                          |

|  | Pachyrhinosaurus lakustai  |
|  |                            |
|  | Pachyrhinosaurus perotorum |
|  |                            |

|  | Pachyrhinosaurus canadensis                                                              |
|  |                                                                                          |
|  | \| \| Pachyrhinosaurus lakustai \| \| \| \| \| \| Pachyrhinosaurus perotorum \| \| \| \| |
|  |                                                                                          |
|  | Pachyrhinosaurus lakustai                                                                |
|  |                                                                                          |
|  | Pachyrhinosaurus perotorum                                                               |
|  |                                                                                          |

|  | Pachyrhinosaurus lakustai  |
|  |                            |
|  | Pachyrhinosaurus perotorum |
|  |                            |

|  | Pachyrhinosaurus canadensis                                                              |
|  |                                                                                          |
|  | \| \| Pachyrhinosaurus lakustai \| \| \| \| \| \| Pachyrhinosaurus perotorum \| \| \| \| |
|  |                                                                                          |
|  | Pachyrhinosaurus lakustai                                                                |
|  |                                                                                          |
|  | Pachyrhinosaurus perotorum                                                               |
|  |                                                                                          |

|  | Pachyrhinosaurus lakustai  |
|  |                            |
|  | Pachyrhinosaurus perotorum |
|  |                            |

|  | Pachyrhinosaurus canadensis                                                              |
|  |                                                                                          |
|  | \| \| Pachyrhinosaurus lakustai \| \| \| \| \| \| Pachyrhinosaurus perotorum \| \| \| \| |
|  |                                                                                          |
|  | Pachyrhinosaurus lakustai                                                                |
|  |                                                                                          |
|  | Pachyrhinosaurus perotorum                                                               |
|  |                                                                                          |

|  | Pachyrhinosaurus lakustai  |
|  |                            |
|  | Pachyrhinosaurus perotorum |
|  |                            |

|  | Sinoceratops zhuchengensis |
|  |                            |
|  | Wendiceratops pinhornensis |
|  |                            |

|  | Rubeosaurus ovatus        |
|  |                           |
|  | Styracosaurus albertensis |
|  |                           |

|  | Coronosaurus brinkmani                                                         |
|  |                                                                                |
|  | \| \| Centrosaurus apertus \| \| \| \| \| \| Spinops sternbergorum \| \| \| \| |
|  |                                                                                |
|  | Centrosaurus apertus                                                           |
|  |                                                                                |
|  | Spinops sternbergorum                                                          |
|  |                                                                                |

|  | Centrosaurus apertus  |
|  |                       |
|  | Spinops sternbergorum |
|  |                       |

|  | Rubeosaurus ovatus        |
|  |                           |
|  | Styracosaurus albertensis |
|  |                           |

|  | Coronosaurus brinkmani                                                         |
|  |                                                                                |
|  | \| \| Centrosaurus apertus \| \| \| \| \| \| Spinops sternbergorum \| \| \| \| |
|  |                                                                                |
|  | Centrosaurus apertus                                                           |
|  |                                                                                |
|  | Spinops sternbergorum                                                          |
|  |                                                                                |

|  | Centrosaurus apertus  |
|  |                       |
|  | Spinops sternbergorum |
|  |                       |

|  | Pachyrhinosaurus canadensis                                                              |
|  |                                                                                          |
|  | \| \| Pachyrhinosaurus lakustai \| \| \| \| \| \| Pachyrhinosaurus perotorum \| \| \| \| |
|  |                                                                                          |
|  | Pachyrhinosaurus lakustai                                                                |
|  |                                                                                          |
|  | Pachyrhinosaurus perotorum                                                               |
|  |                                                                                          |

|  | Pachyrhinosaurus lakustai  |
|  |                            |
|  | Pachyrhinosaurus perotorum |
|  |                            |

|  | Pachyrhinosaurus canadensis                                                              |
|  |                                                                                          |
|  | \| \| Pachyrhinosaurus lakustai \| \| \| \| \| \| Pachyrhinosaurus perotorum \| \| \| \| |
|  |                                                                                          |
|  | Pachyrhinosaurus lakustai                                                                |
|  |                                                                                          |
|  | Pachyrhinosaurus perotorum                                                               |
|  |                                                                                          |

|  | Pachyrhinosaurus lakustai  |
|  |                            |
|  | Pachyrhinosaurus perotorum |
|  |                            |

|  | Pachyrhinosaurus canadensis                                                              |
|  |                                                                                          |
|  | \| \| Pachyrhinosaurus lakustai \| \| \| \| \| \| Pachyrhinosaurus perotorum \| \| \| \| |
|  |                                                                                          |
|  | Pachyrhinosaurus lakustai                                                                |
|  |                                                                                          |
|  | Pachyrhinosaurus perotorum                                                               |
|  |                                                                                          |

|  | Pachyrhinosaurus lakustai  |
|  |                            |
|  | Pachyrhinosaurus perotorum |
|  |                            |

|  | Pachyrhinosaurus canadensis                                                              |
|  |                                                                                          |
|  | \| \| Pachyrhinosaurus lakustai \| \| \| \| \| \| Pachyrhinosaurus perotorum \| \| \| \| |
|  |                                                                                          |
|  | Pachyrhinosaurus lakustai                                                                |
|  |                                                                                          |
|  | Pachyrhinosaurus perotorum                                                               |
|  |                                                                                          |

|  | Pachyrhinosaurus lakustai  |
|  |                            |
|  | Pachyrhinosaurus perotorum |
|  |                            |

|  | Rubeosaurus ovatus        |
|  |                           |
|  | Styracosaurus albertensis |
|  |                           |

|  | Coronosaurus brinkmani                                                         |
|  |                                                                                |
|  | \| \| Centrosaurus apertus \| \| \| \| \| \| Spinops sternbergorum \| \| \| \| |
|  |                                                                                |
|  | Centrosaurus apertus                                                           |
|  |                                                                                |
|  | Spinops sternbergorum                                                          |
|  |                                                                                |

|  | Centrosaurus apertus  |
|  |                       |
|  | Spinops sternbergorum |
|  |                       |

|  | Rubeosaurus ovatus        |
|  |                           |
|  | Styracosaurus albertensis |
|  |                           |

|  | Coronosaurus brinkmani                                                         |
|  |                                                                                |
|  | \| \| Centrosaurus apertus \| \| \| \| \| \| Spinops sternbergorum \| \| \| \| |
|  |                                                                                |
|  | Centrosaurus apertus                                                           |
|  |                                                                                |
|  | Spinops sternbergorum                                                          |
|  |                                                                                |

|  | Centrosaurus apertus  |
|  |                       |
|  | Spinops sternbergorum |
|  |                       |

|  | Pachyrhinosaurus canadensis                                                              |
|  |                                                                                          |
|  | \| \| Pachyrhinosaurus lakustai \| \| \| \| \| \| Pachyrhinosaurus perotorum \| \| \| \| |
|  |                                                                                          |
|  | Pachyrhinosaurus lakustai                                                                |
|  |                                                                                          |
|  | Pachyrhinosaurus perotorum                                                               |
|  |                                                                                          |

|  | Pachyrhinosaurus lakustai  |
|  |                            |
|  | Pachyrhinosaurus perotorum |
|  |                            |

|  | Pachyrhinosaurus canadensis                                                              |
|  |                                                                                          |
|  | \| \| Pachyrhinosaurus lakustai \| \| \| \| \| \| Pachyrhinosaurus perotorum \| \| \| \| |
|  |                                                                                          |
|  | Pachyrhinosaurus lakustai                                                                |
|  |                                                                                          |
|  | Pachyrhinosaurus perotorum                                                               |
|  |                                                                                          |

|  | Pachyrhinosaurus lakustai  |
|  |                            |
|  | Pachyrhinosaurus perotorum |
|  |                            |

|  | Pachyrhinosaurus canadensis                                                              |
|  |                                                                                          |
|  | \| \| Pachyrhinosaurus lakustai \| \| \| \| \| \| Pachyrhinosaurus perotorum \| \| \| \| |
|  |                                                                                          |
|  | Pachyrhinosaurus lakustai                                                                |
|  |                                                                                          |
|  | Pachyrhinosaurus perotorum                                                               |
|  |                                                                                          |

|  | Pachyrhinosaurus lakustai  |
|  |                            |
|  | Pachyrhinosaurus perotorum |
|  |                            |

|  | Pachyrhinosaurus canadensis                                                              |
|  |                                                                                          |
|  | \| \| Pachyrhinosaurus lakustai \| \| \| \| \| \| Pachyrhinosaurus perotorum \| \| \| \| |
|  |                                                                                          |
|  | Pachyrhinosaurus lakustai                                                                |
|  |                                                                                          |
|  | Pachyrhinosaurus perotorum                                                               |
|  |                                                                                          |

|  | Pachyrhinosaurus lakustai  |
|  |                            |
|  | Pachyrhinosaurus perotorum |
|  |                            |

|  | Avaceratops lammersi (ANSP 15800) |
|  |                                   |
|  | MOR 692                           |
|  |                                   |
|  | CMN 8804                          |
|  |                                   |
|  | Nasutoceratops titusi             |
|  |                                   |
|  | Novo táxon de Malta               |
|  |                                   |

|  | Sinoceratops zhuchengensis |
|  |                            |
|  | Wendiceratops pinhornensis |
|  |                            |

|  | Rubeosaurus ovatus        |
|  |                           |
|  | Styracosaurus albertensis |
|  |                           |

|  | Coronosaurus brinkmani                                                         |
|  |                                                                                |
|  | \| \| Centrosaurus apertus \| \| \| \| \| \| Spinops sternbergorum \| \| \| \| |
|  |                                                                                |
|  | Centrosaurus apertus                                                           |
|  |                                                                                |
|  | Spinops sternbergorum                                                          |
|  |                                                                                |

|  | Centrosaurus apertus  |
|  |                       |
|  | Spinops sternbergorum |
|  |                       |

|  | Rubeosaurus ovatus        |
|  |                           |
|  | Styracosaurus albertensis |
|  |                           |

|  | Coronosaurus brinkmani                                                         |
|  |                                                                                |
|  | \| \| Centrosaurus apertus \| \| \| \| \| \| Spinops sternbergorum \| \| \| \| |
|  |                                                                                |
|  | Centrosaurus apertus                                                           |
|  |                                                                                |
|  | Spinops sternbergorum                                                          |
|  |                                                                                |

|  | Centrosaurus apertus  |
|  |                       |
|  | Spinops sternbergorum |
|  |                       |

|  | Pachyrhinosaurus canadensis                                                              |
|  |                                                                                          |
|  | \| \| Pachyrhinosaurus lakustai \| \| \| \| \| \| Pachyrhinosaurus perotorum \| \| \| \| |
|  |                                                                                          |
|  | Pachyrhinosaurus lakustai                                                                |
|  |                                                                                          |
|  | Pachyrhinosaurus perotorum                                                               |
|  |                                                                                          |

|  | Pachyrhinosaurus lakustai  |
|  |                            |
|  | Pachyrhinosaurus perotorum |
|  |                            |

|  | Pachyrhinosaurus canadensis                                                              |
|  |                                                                                          |
|  | \| \| Pachyrhinosaurus lakustai \| \| \| \| \| \| Pachyrhinosaurus perotorum \| \| \| \| |
|  |                                                                                          |
|  | Pachyrhinosaurus lakustai                                                                |
|  |                                                                                          |
|  | Pachyrhinosaurus perotorum                                                               |
|  |                                                                                          |

|  | Pachyrhinosaurus lakustai  |
|  |                            |
|  | Pachyrhinosaurus perotorum |
|  |                            |

|  | Pachyrhinosaurus canadensis                                                              |
|  |                                                                                          |
|  | \| \| Pachyrhinosaurus lakustai \| \| \| \| \| \| Pachyrhinosaurus perotorum \| \| \| \| |
|  |                                                                                          |
|  | Pachyrhinosaurus lakustai                                                                |
|  |                                                                                          |
|  | Pachyrhinosaurus perotorum                                                               |
|  |                                                                                          |

|  | Pachyrhinosaurus lakustai  |
|  |                            |
|  | Pachyrhinosaurus perotorum |
|  |                            |

|  | Pachyrhinosaurus canadensis                                                              |
|  |                                                                                          |
|  | \| \| Pachyrhinosaurus lakustai \| \| \| \| \| \| Pachyrhinosaurus perotorum \| \| \| \| |
|  |                                                                                          |
|  | Pachyrhinosaurus lakustai                                                                |
|  |                                                                                          |
|  | Pachyrhinosaurus perotorum                                                               |
|  |                                                                                          |

|  | Pachyrhinosaurus lakustai  |
|  |                            |
|  | Pachyrhinosaurus perotorum |
|  |                            |

|  | Rubeosaurus ovatus        |
|  |                           |
|  | Styracosaurus albertensis |
|  |                           |

|  | Coronosaurus brinkmani                                                         |
|  |                                                                                |
|  | \| \| Centrosaurus apertus \| \| \| \| \| \| Spinops sternbergorum \| \| \| \| |
|  |                                                                                |
|  | Centrosaurus apertus                                                           |
|  |                                                                                |
|  | Spinops sternbergorum                                                          |
|  |                                                                                |

|  | Centrosaurus apertus  |
|  |                       |
|  | Spinops sternbergorum |
|  |                       |

|  | Rubeosaurus ovatus        |
|  |                           |
|  | Styracosaurus albertensis |
|  |                           |

|  | Coronosaurus brinkmani                                                         |
|  |                                                                                |
|  | \| \| Centrosaurus apertus \| \| \| \| \| \| Spinops sternbergorum \| \| \| \| |
|  |                                                                                |
|  | Centrosaurus apertus                                                           |
|  |                                                                                |
|  | Spinops sternbergorum                                                          |
|  |                                                                                |

|  | Centrosaurus apertus  |
|  |                       |
|  | Spinops sternbergorum |
|  |                       |

|  | Pachyrhinosaurus canadensis                                                              |
|  |                                                                                          |
|  | \| \| Pachyrhinosaurus lakustai \| \| \| \| \| \| Pachyrhinosaurus perotorum \| \| \| \| |
|  |                                                                                          |
|  | Pachyrhinosaurus lakustai                                                                |
|  |                                                                                          |
|  | Pachyrhinosaurus perotorum                                                               |
|  |                                                                                          |

|  | Pachyrhinosaurus lakustai  |
|  |                            |
|  | Pachyrhinosaurus perotorum |
|  |                            |

|  | Pachyrhinosaurus canadensis                                                              |
|  |                                                                                          |
|  | \| \| Pachyrhinosaurus lakustai \| \| \| \| \| \| Pachyrhinosaurus perotorum \| \| \| \| |
|  |                                                                                          |
|  | Pachyrhinosaurus lakustai                                                                |
|  |                                                                                          |
|  | Pachyrhinosaurus perotorum                                                               |
|  |                                                                                          |

|  | Pachyrhinosaurus lakustai  |
|  |                            |
|  | Pachyrhinosaurus perotorum |
|  |                            |

|  | Pachyrhinosaurus canadensis                                                              |
|  |                                                                                          |
|  | \| \| Pachyrhinosaurus lakustai \| \| \| \| \| \| Pachyrhinosaurus perotorum \| \| \| \| |
|  |                                                                                          |
|  | Pachyrhinosaurus lakustai                                                                |
|  |                                                                                          |
|  | Pachyrhinosaurus perotorum                                                               |
|  |                                                                                          |

|  | Pachyrhinosaurus lakustai  |
|  |                            |
|  | Pachyrhinosaurus perotorum |
|  |                            |

|  | Pachyrhinosaurus canadensis                                                              |
|  |                                                                                          |
|  | \| \| Pachyrhinosaurus lakustai \| \| \| \| \| \| Pachyrhinosaurus perotorum \| \| \| \| |
|  |                                                                                          |
|  | Pachyrhinosaurus lakustai                                                                |
|  |                                                                                          |
|  | Pachyrhinosaurus perotorum                                                               |
|  |                                                                                          |

|  | Pachyrhinosaurus lakustai  |
|  |                            |
|  | Pachyrhinosaurus perotorum |
|  |                            |

|  | Sinoceratops zhuchengensis |
|  |                            |
|  | Wendiceratops pinhornensis |
|  |                            |

|  | Rubeosaurus ovatus        |
|  |                           |
|  | Styracosaurus albertensis |
|  |                           |

|  | Coronosaurus brinkmani                                                         |
|  |                                                                                |
|  | \| \| Centrosaurus apertus \| \| \| \| \| \| Spinops sternbergorum \| \| \| \| |
|  |                                                                                |
|  | Centrosaurus apertus                                                           |
|  |                                                                                |
|  | Spinops sternbergorum                                                          |
|  |                                                                                |

|  | Centrosaurus apertus  |
|  |                       |
|  | Spinops sternbergorum |
|  |                       |

|  | Rubeosaurus ovatus        |
|  |                           |
|  | Styracosaurus albertensis |
|  |                           |

|  | Coronosaurus brinkmani                                                         |
|  |                                                                                |
|  | \| \| Centrosaurus apertus \| \| \| \| \| \| Spinops sternbergorum \| \| \| \| |
|  |                                                                                |
|  | Centrosaurus apertus                                                           |
|  |                                                                                |
|  | Spinops sternbergorum                                                          |
|  |                                                                                |

|  | Centrosaurus apertus  |
|  |                       |
|  | Spinops sternbergorum |
|  |                       |

|  | Pachyrhinosaurus canadensis                                                              |
|  |                                                                                          |
|  | \| \| Pachyrhinosaurus lakustai \| \| \| \| \| \| Pachyrhinosaurus perotorum \| \| \| \| |
|  |                                                                                          |
|  | Pachyrhinosaurus lakustai                                                                |
|  |                                                                                          |
|  | Pachyrhinosaurus perotorum                                                               |
|  |                                                                                          |

|  | Pachyrhinosaurus lakustai  |
|  |                            |
|  | Pachyrhinosaurus perotorum |
|  |                            |

|  | Pachyrhinosaurus canadensis                                                              |
|  |                                                                                          |
|  | \| \| Pachyrhinosaurus lakustai \| \| \| \| \| \| Pachyrhinosaurus perotorum \| \| \| \| |
|  |                                                                                          |
|  | Pachyrhinosaurus lakustai                                                                |
|  |                                                                                          |
|  | Pachyrhinosaurus perotorum                                                               |
|  |                                                                                          |

|  | Pachyrhinosaurus lakustai  |
|  |                            |
|  | Pachyrhinosaurus perotorum |
|  |                            |

|  | Pachyrhinosaurus canadensis                                                              |
|  |                                                                                          |
|  | \| \| Pachyrhinosaurus lakustai \| \| \| \| \| \| Pachyrhinosaurus perotorum \| \| \| \| |
|  |                                                                                          |
|  | Pachyrhinosaurus lakustai                                                                |
|  |                                                                                          |
|  | Pachyrhinosaurus perotorum                                                               |
|  |                                                                                          |

|  | Pachyrhinosaurus lakustai  |
|  |                            |
|  | Pachyrhinosaurus perotorum |
|  |                            |

|  | Pachyrhinosaurus canadensis                                                              |
|  |                                                                                          |
|  | \| \| Pachyrhinosaurus lakustai \| \| \| \| \| \| Pachyrhinosaurus perotorum \| \| \| \| |
|  |                                                                                          |
|  | Pachyrhinosaurus lakustai                                                                |
|  |                                                                                          |
|  | Pachyrhinosaurus perotorum                                                               |
|  |                                                                                          |

|  | Pachyrhinosaurus lakustai  |
|  |                            |
|  | Pachyrhinosaurus perotorum |
|  |                            |

|  | Rubeosaurus ovatus        |
|  |                           |
|  | Styracosaurus albertensis |
|  |                           |

|  | Coronosaurus brinkmani                                                         |
|  |                                                                                |
|  | \| \| Centrosaurus apertus \| \| \| \| \| \| Spinops sternbergorum \| \| \| \| |
|  |                                                                                |
|  | Centrosaurus apertus                                                           |
|  |                                                                                |
|  | Spinops sternbergorum                                                          |
|  |                                                                                |

|  | Centrosaurus apertus  |
|  |                       |
|  | Spinops sternbergorum |
|  |                       |

|  | Rubeosaurus ovatus        |
|  |                           |
|  | Styracosaurus albertensis |
|  |                           |

|  | Coronosaurus brinkmani                                                         |
|  |                                                                                |
|  | \| \| Centrosaurus apertus \| \| \| \| \| \| Spinops sternbergorum \| \| \| \| |
|  |                                                                                |
|  | Centrosaurus apertus                                                           |
|  |                                                                                |
|  | Spinops sternbergorum                                                          |
|  |                                                                                |

|  | Centrosaurus apertus  |
|  |                       |
|  | Spinops sternbergorum |
|  |                       |

|  | Pachyrhinosaurus canadensis                                                              |
|  |                                                                                          |
|  | \| \| Pachyrhinosaurus lakustai \| \| \| \| \| \| Pachyrhinosaurus perotorum \| \| \| \| |
|  |                                                                                          |
|  | Pachyrhinosaurus lakustai                                                                |
|  |                                                                                          |
|  | Pachyrhinosaurus perotorum                                                               |
|  |                                                                                          |

|  | Pachyrhinosaurus lakustai  |
|  |                            |
|  | Pachyrhinosaurus perotorum |
|  |                            |

|  | Pachyrhinosaurus canadensis                                                              |
|  |                                                                                          |
|  | \| \| Pachyrhinosaurus lakustai \| \| \| \| \| \| Pachyrhinosaurus perotorum \| \| \| \| |
|  |                                                                                          |
|  | Pachyrhinosaurus lakustai                                                                |
|  |                                                                                          |
|  | Pachyrhinosaurus perotorum                                                               |
|  |                                                                                          |

|  | Pachyrhinosaurus lakustai  |
|  |                            |
|  | Pachyrhinosaurus perotorum |
|  |                            |

|  | Pachyrhinosaurus canadensis                                                              |
|  |                                                                                          |
|  | \| \| Pachyrhinosaurus lakustai \| \| \| \| \| \| Pachyrhinosaurus perotorum \| \| \| \| |
|  |                                                                                          |
|  | Pachyrhinosaurus lakustai                                                                |
|  |                                                                                          |
|  | Pachyrhinosaurus perotorum                                                               |
|  |                                                                                          |

|  | Pachyrhinosaurus lakustai  |
|  |                            |
|  | Pachyrhinosaurus perotorum |
|  |                            |

|  | Pachyrhinosaurus canadensis                                                              |
|  |                                                                                          |
|  | \| \| Pachyrhinosaurus lakustai \| \| \| \| \| \| Pachyrhinosaurus perotorum \| \| \| \| |
|  |                                                                                          |
|  | Pachyrhinosaurus lakustai                                                                |
|  |                                                                                          |
|  | Pachyrhinosaurus perotorum                                                               |
|  |                                                                                          |

|  | Pachyrhinosaurus lakustai  |
|  |                            |
|  | Pachyrhinosaurus perotorum |
|  |                            |

|  | Sinoceratops zhuchengensis |
|  |                            |
|  | Wendiceratops pinhornensis |
|  |                            |

|  | Rubeosaurus ovatus        |
|  |                           |
|  | Styracosaurus albertensis |
|  |                           |

|  | Coronosaurus brinkmani                                                         |
|  |                                                                                |
|  | \| \| Centrosaurus apertus \| \| \| \| \| \| Spinops sternbergorum \| \| \| \| |
|  |                                                                                |
|  | Centrosaurus apertus                                                           |
|  |                                                                                |
|  | Spinops sternbergorum                                                          |
|  |                                                                                |

|  | Centrosaurus apertus  |
|  |                       |
|  | Spinops sternbergorum |
|  |                       |

|  | Rubeosaurus ovatus        |
|  |                           |
|  | Styracosaurus albertensis |
|  |                           |

|  | Coronosaurus brinkmani                                                         |
|  |                                                                                |
|  | \| \| Centrosaurus apertus \| \| \| \| \| \| Spinops sternbergorum \| \| \| \| |
|  |                                                                                |
|  | Centrosaurus apertus                                                           |
|  |                                                                                |
|  | Spinops sternbergorum                                                          |
|  |                                                                                |

|  | Centrosaurus apertus  |
|  |                       |
|  | Spinops sternbergorum |
|  |                       |

|  | Pachyrhinosaurus canadensis                                                              |
|  |                                                                                          |
|  | \| \| Pachyrhinosaurus lakustai \| \| \| \| \| \| Pachyrhinosaurus perotorum \| \| \| \| |
|  |                                                                                          |
|  | Pachyrhinosaurus lakustai                                                                |
|  |                                                                                          |
|  | Pachyrhinosaurus perotorum                                                               |
|  |                                                                                          |

|  | Pachyrhinosaurus lakustai  |
|  |                            |
|  | Pachyrhinosaurus perotorum |
|  |                            |

|  | Pachyrhinosaurus canadensis                                                              |
|  |                                                                                          |
|  | \| \| Pachyrhinosaurus lakustai \| \| \| \| \| \| Pachyrhinosaurus perotorum \| \| \| \| |
|  |                                                                                          |
|  | Pachyrhinosaurus lakustai                                                                |
|  |                                                                                          |
|  | Pachyrhinosaurus perotorum                                                               |
|  |                                                                                          |

|  | Pachyrhinosaurus lakustai  |
|  |                            |
|  | Pachyrhinosaurus perotorum |
|  |                            |

|  | Pachyrhinosaurus canadensis                                                              |
|  |                                                                                          |
|  | \| \| Pachyrhinosaurus lakustai \| \| \| \| \| \| Pachyrhinosaurus perotorum \| \| \| \| |
|  |                                                                                          |
|  | Pachyrhinosaurus lakustai                                                                |
|  |                                                                                          |
|  | Pachyrhinosaurus perotorum                                                               |
|  |                                                                                          |

|  | Pachyrhinosaurus lakustai  |
|  |                            |
|  | Pachyrhinosaurus perotorum |
|  |                            |

|  | Pachyrhinosaurus canadensis                                                              |
|  |                                                                                          |
|  | \| \| Pachyrhinosaurus lakustai \| \| \| \| \| \| Pachyrhinosaurus perotorum \| \| \| \| |
|  |                                                                                          |
|  | Pachyrhinosaurus lakustai                                                                |
|  |                                                                                          |
|  | Pachyrhinosaurus perotorum                                                               |
|  |                                                                                          |

|  | Pachyrhinosaurus lakustai  |
|  |                            |
|  | Pachyrhinosaurus perotorum |
|  |                            |

|  | Rubeosaurus ovatus        |
|  |                           |
|  | Styracosaurus albertensis |
|  |                           |

|  | Coronosaurus brinkmani                                                         |
|  |                                                                                |
|  | \| \| Centrosaurus apertus \| \| \| \| \| \| Spinops sternbergorum \| \| \| \| |
|  |                                                                                |
|  | Centrosaurus apertus                                                           |
|  |                                                                                |
|  | Spinops sternbergorum                                                          |
|  |                                                                                |

|  | Centrosaurus apertus  |
|  |                       |
|  | Spinops sternbergorum |
|  |                       |

|  | Rubeosaurus ovatus        |
|  |                           |
|  | Styracosaurus albertensis |
|  |                           |

|  | Coronosaurus brinkmani                                                         |
|  |                                                                                |
|  | \| \| Centrosaurus apertus \| \| \| \| \| \| Spinops sternbergorum \| \| \| \| |
|  |                                                                                |
|  | Centrosaurus apertus                                                           |
|  |                                                                                |
|  | Spinops sternbergorum                                                          |
|  |                                                                                |

|  | Centrosaurus apertus  |
|  |                       |
|  | Spinops sternbergorum |
|  |                       |

|  | Pachyrhinosaurus canadensis                                                              |
|  |                                                                                          |
|  | \| \| Pachyrhinosaurus lakustai \| \| \| \| \| \| Pachyrhinosaurus perotorum \| \| \| \| |
|  |                                                                                          |
|  | Pachyrhinosaurus lakustai                                                                |
|  |                                                                                          |
|  | Pachyrhinosaurus perotorum                                                               |
|  |                                                                                          |

|  | Pachyrhinosaurus lakustai  |
|  |                            |
|  | Pachyrhinosaurus perotorum |
|  |                            |

|  | Pachyrhinosaurus canadensis                                                              |
|  |                                                                                          |
|  | \| \| Pachyrhinosaurus lakustai \| \| \| \| \| \| Pachyrhinosaurus perotorum \| \| \| \| |
|  |                                                                                          |
|  | Pachyrhinosaurus lakustai                                                                |
|  |                                                                                          |
|  | Pachyrhinosaurus perotorum                                                               |
|  |                                                                                          |

|  | Pachyrhinosaurus lakustai  |
|  |                            |
|  | Pachyrhinosaurus perotorum |
|  |                            |

|  | Pachyrhinosaurus canadensis                                                              |
|  |                                                                                          |
|  | \| \| Pachyrhinosaurus lakustai \| \| \| \| \| \| Pachyrhinosaurus perotorum \| \| \| \| |
|  |                                                                                          |
|  | Pachyrhinosaurus lakustai                                                                |
|  |                                                                                          |
|  | Pachyrhinosaurus perotorum                                                               |
|  |                                                                                          |

|  | Pachyrhinosaurus lakustai  |
|  |                            |
|  | Pachyrhinosaurus perotorum |
|  |                            |

|  | Pachyrhinosaurus canadensis                                                              |
|  |                                                                                          |
|  | \| \| Pachyrhinosaurus lakustai \| \| \| \| \| \| Pachyrhinosaurus perotorum \| \| \| \| |
|  |                                                                                          |
|  | Pachyrhinosaurus lakustai                                                                |
|  |                                                                                          |
|  | Pachyrhinosaurus perotorum                                                               |
|  |                                                                                          |

|  | Pachyrhinosaurus lakustai  |
|  |                            |
|  | Pachyrhinosaurus perotorum |
|  |                            |

|  | Sinoceratops zhuchengensis |
|  |                            |
|  | Wendiceratops pinhornensis |
|  |                            |

|  | Rubeosaurus ovatus        |
|  |                           |
|  | Styracosaurus albertensis |
|  |                           |

|  | Coronosaurus brinkmani                                                         |
|  |                                                                                |
|  | \| \| Centrosaurus apertus \| \| \| \| \| \| Spinops sternbergorum \| \| \| \| |
|  |                                                                                |
|  | Centrosaurus apertus                                                           |
|  |                                                                                |
|  | Spinops sternbergorum                                                          |
|  |                                                                                |

|  | Centrosaurus apertus  |
|  |                       |
|  | Spinops sternbergorum |
|  |                       |

|  | Rubeosaurus ovatus        |
|  |                           |
|  | Styracosaurus albertensis |
|  |                           |

|  | Coronosaurus brinkmani                                                         |
|  |                                                                                |
|  | \| \| Centrosaurus apertus \| \| \| \| \| \| Spinops sternbergorum \| \| \| \| |
|  |                                                                                |
|  | Centrosaurus apertus                                                           |
|  |                                                                                |
|  | Spinops sternbergorum                                                          |
|  |                                                                                |

|  | Centrosaurus apertus  |
|  |                       |
|  | Spinops sternbergorum |
|  |                       |

|  | Pachyrhinosaurus canadensis                                                              |
|  |                                                                                          |
|  | \| \| Pachyrhinosaurus lakustai \| \| \| \| \| \| Pachyrhinosaurus perotorum \| \| \| \| |
|  |                                                                                          |
|  | Pachyrhinosaurus lakustai                                                                |
|  |                                                                                          |
|  | Pachyrhinosaurus perotorum                                                               |
|  |                                                                                          |

|  | Pachyrhinosaurus lakustai  |
|  |                            |
|  | Pachyrhinosaurus perotorum |
|  |                            |

|  | Pachyrhinosaurus canadensis                                                              |
|  |                                                                                          |
|  | \| \| Pachyrhinosaurus lakustai \| \| \| \| \| \| Pachyrhinosaurus perotorum \| \| \| \| |
|  |                                                                                          |
|  | Pachyrhinosaurus lakustai                                                                |
|  |                                                                                          |
|  | Pachyrhinosaurus perotorum                                                               |
|  |                                                                                          |

|  | Pachyrhinosaurus lakustai  |
|  |                            |
|  | Pachyrhinosaurus perotorum |
|  |                            |

|  | Pachyrhinosaurus canadensis                                                              |
|  |                                                                                          |
|  | \| \| Pachyrhinosaurus lakustai \| \| \| \| \| \| Pachyrhinosaurus perotorum \| \| \| \| |
|  |                                                                                          |
|  | Pachyrhinosaurus lakustai                                                                |
|  |                                                                                          |
|  | Pachyrhinosaurus perotorum                                                               |
|  |                                                                                          |

|  | Pachyrhinosaurus lakustai  |
|  |                            |
|  | Pachyrhinosaurus perotorum |
|  |                            |

|  | Pachyrhinosaurus canadensis                                                              |
|  |                                                                                          |
|  | \| \| Pachyrhinosaurus lakustai \| \| \| \| \| \| Pachyrhinosaurus perotorum \| \| \| \| |
|  |                                                                                          |
|  | Pachyrhinosaurus lakustai                                                                |
|  |                                                                                          |
|  | Pachyrhinosaurus perotorum                                                               |
|  |                                                                                          |

|  | Pachyrhinosaurus lakustai  |
|  |                            |
|  | Pachyrhinosaurus perotorum |
|  |                            |

|  | Rubeosaurus ovatus        |
|  |                           |
|  | Styracosaurus albertensis |
|  |                           |

|  | Coronosaurus brinkmani                                                         |
|  |                                                                                |
|  | \| \| Centrosaurus apertus \| \| \| \| \| \| Spinops sternbergorum \| \| \| \| |
|  |                                                                                |
|  | Centrosaurus apertus                                                           |
|  |                                                                                |
|  | Spinops sternbergorum                                                          |
|  |                                                                                |

|  | Centrosaurus apertus  |
|  |                       |
|  | Spinops sternbergorum |
|  |                       |

|  | Rubeosaurus ovatus        |
|  |                           |
|  | Styracosaurus albertensis |
|  |                           |

|  | Coronosaurus brinkmani                                                         |
|  |                                                                                |
|  | \| \| Centrosaurus apertus \| \| \| \| \| \| Spinops sternbergorum \| \| \| \| |
|  |                                                                                |
|  | Centrosaurus apertus                                                           |
|  |                                                                                |
|  | Spinops sternbergorum                                                          |
|  |                                                                                |

|  | Centrosaurus apertus  |
|  |                       |
|  | Spinops sternbergorum |
|  |                       |

|  | Pachyrhinosaurus canadensis                                                              |
|  |                                                                                          |
|  | \| \| Pachyrhinosaurus lakustai \| \| \| \| \| \| Pachyrhinosaurus perotorum \| \| \| \| |
|  |                                                                                          |
|  | Pachyrhinosaurus lakustai                                                                |
|  |                                                                                          |
|  | Pachyrhinosaurus perotorum                                                               |
|  |                                                                                          |

|  | Pachyrhinosaurus lakustai  |
|  |                            |
|  | Pachyrhinosaurus perotorum |
|  |                            |

|  | Pachyrhinosaurus canadensis                                                              |
|  |                                                                                          |
|  | \| \| Pachyrhinosaurus lakustai \| \| \| \| \| \| Pachyrhinosaurus perotorum \| \| \| \| |
|  |                                                                                          |
|  | Pachyrhinosaurus lakustai                                                                |
|  |                                                                                          |
|  | Pachyrhinosaurus perotorum                                                               |
|  |                                                                                          |

|  | Pachyrhinosaurus lakustai  |
|  |                            |
|  | Pachyrhinosaurus perotorum |
|  |                            |

|  | Pachyrhinosaurus canadensis                                                              |
|  |                                                                                          |
|  | \| \| Pachyrhinosaurus lakustai \| \| \| \| \| \| Pachyrhinosaurus perotorum \| \| \| \| |
|  |                                                                                          |
|  | Pachyrhinosaurus lakustai                                                                |
|  |                                                                                          |
|  | Pachyrhinosaurus perotorum                                                               |
|  |                                                                                          |

|  | Pachyrhinosaurus lakustai  |
|  |                            |
|  | Pachyrhinosaurus perotorum |
|  |                            |

|  | Pachyrhinosaurus canadensis                                                              |
|  |                                                                                          |
|  | \| \| Pachyrhinosaurus lakustai \| \| \| \| \| \| Pachyrhinosaurus perotorum \| \| \| \| |
|  |                                                                                          |
|  | Pachyrhinosaurus lakustai                                                                |
|  |                                                                                          |
|  | Pachyrhinosaurus perotorum                                                               |
|  |                                                                                          |

|  | Pachyrhinosaurus lakustai  |
|  |                            |
|  | Pachyrhinosaurus perotorum |
|  |                            |

|  | Diabloceratops eatoni    |
|  |                          |
|  | Machairoceratops cronusi |
|  |                          |

|  | Avaceratops lammersi (ANSP 15800) |
|  |                                   |
|  | MOR 692                           |
|  |                                   |
|  | CMN 8804                          |
|  |                                   |
|  | Nasutoceratops titusi             |
|  |                                   |
|  | Novo táxon de Malta               |
|  |                                   |

|  | Sinoceratops zhuchengensis |
|  |                            |
|  | Wendiceratops pinhornensis |
|  |                            |

|  | Rubeosaurus ovatus        |
|  |                           |
|  | Styracosaurus albertensis |
|  |                           |

|  | Coronosaurus brinkmani                                                         |
|  |                                                                                |
|  | \| \| Centrosaurus apertus \| \| \| \| \| \| Spinops sternbergorum \| \| \| \| |
|  |                                                                                |
|  | Centrosaurus apertus                                                           |
|  |                                                                                |
|  | Spinops sternbergorum                                                          |
|  |                                                                                |

|  | Centrosaurus apertus  |
|  |                       |
|  | Spinops sternbergorum |
|  |                       |

|  | Rubeosaurus ovatus        |
|  |                           |
|  | Styracosaurus albertensis |
|  |                           |

|  | Coronosaurus brinkmani                                                         |
|  |                                                                                |
|  | \| \| Centrosaurus apertus \| \| \| \| \| \| Spinops sternbergorum \| \| \| \| |
|  |                                                                                |
|  | Centrosaurus apertus                                                           |
|  |                                                                                |
|  | Spinops sternbergorum                                                          |
|  |                                                                                |

|  | Centrosaurus apertus  |
|  |                       |
|  | Spinops sternbergorum |
|  |                       |

|  | Pachyrhinosaurus canadensis                                                              |
|  |                                                                                          |
|  | \| \| Pachyrhinosaurus lakustai \| \| \| \| \| \| Pachyrhinosaurus perotorum \| \| \| \| |
|  |                                                                                          |
|  | Pachyrhinosaurus lakustai                                                                |
|  |                                                                                          |
|  | Pachyrhinosaurus perotorum                                                               |
|  |                                                                                          |

|  | Pachyrhinosaurus lakustai  |
|  |                            |
|  | Pachyrhinosaurus perotorum |
|  |                            |

|  | Pachyrhinosaurus canadensis                                                              |
|  |                                                                                          |
|  | \| \| Pachyrhinosaurus lakustai \| \| \| \| \| \| Pachyrhinosaurus perotorum \| \| \| \| |
|  |                                                                                          |
|  | Pachyrhinosaurus lakustai                                                                |
|  |                                                                                          |
|  | Pachyrhinosaurus perotorum                                                               |
|  |                                                                                          |

|  | Pachyrhinosaurus lakustai  |
|  |                            |
|  | Pachyrhinosaurus perotorum |
|  |                            |

|  | Pachyrhinosaurus canadensis                                                              |
|  |                                                                                          |
|  | \| \| Pachyrhinosaurus lakustai \| \| \| \| \| \| Pachyrhinosaurus perotorum \| \| \| \| |
|  |                                                                                          |
|  | Pachyrhinosaurus lakustai                                                                |
|  |                                                                                          |
|  | Pachyrhinosaurus perotorum                                                               |
|  |                                                                                          |

|  | Pachyrhinosaurus lakustai  |
|  |                            |
|  | Pachyrhinosaurus perotorum |
|  |                            |

|  | Pachyrhinosaurus canadensis                                                              |
|  |                                                                                          |
|  | \| \| Pachyrhinosaurus lakustai \| \| \| \| \| \| Pachyrhinosaurus perotorum \| \| \| \| |
|  |                                                                                          |
|  | Pachyrhinosaurus lakustai                                                                |
|  |                                                                                          |
|  | Pachyrhinosaurus perotorum                                                               |
|  |                                                                                          |

|  | Pachyrhinosaurus lakustai  |
|  |                            |
|  | Pachyrhinosaurus perotorum |
|  |                            |

|  | Rubeosaurus ovatus        |
|  |                           |
|  | Styracosaurus albertensis |
|  |                           |

|  | Coronosaurus brinkmani                                                         |
|  |                                                                                |
|  | \| \| Centrosaurus apertus \| \| \| \| \| \| Spinops sternbergorum \| \| \| \| |
|  |                                                                                |
|  | Centrosaurus apertus                                                           |
|  |                                                                                |
|  | Spinops sternbergorum                                                          |
|  |                                                                                |

|  | Centrosaurus apertus  |
|  |                       |
|  | Spinops sternbergorum |
|  |                       |

|  | Rubeosaurus ovatus        |
|  |                           |
|  | Styracosaurus albertensis |
|  |                           |

|  | Coronosaurus brinkmani                                                         |
|  |                                                                                |
|  | \| \| Centrosaurus apertus \| \| \| \| \| \| Spinops sternbergorum \| \| \| \| |
|  |                                                                                |
|  | Centrosaurus apertus                                                           |
|  |                                                                                |
|  | Spinops sternbergorum                                                          |
|  |                                                                                |

|  | Centrosaurus apertus  |
|  |                       |
|  | Spinops sternbergorum |
|  |                       |

|  | Pachyrhinosaurus canadensis                                                              |
|  |                                                                                          |
|  | \| \| Pachyrhinosaurus lakustai \| \| \| \| \| \| Pachyrhinosaurus perotorum \| \| \| \| |
|  |                                                                                          |
|  | Pachyrhinosaurus lakustai                                                                |
|  |                                                                                          |
|  | Pachyrhinosaurus perotorum                                                               |
|  |                                                                                          |

|  | Pachyrhinosaurus lakustai  |
|  |                            |
|  | Pachyrhinosaurus perotorum |
|  |                            |

|  | Pachyrhinosaurus canadensis                                                              |
|  |                                                                                          |
|  | \| \| Pachyrhinosaurus lakustai \| \| \| \| \| \| Pachyrhinosaurus perotorum \| \| \| \| |
|  |                                                                                          |
|  | Pachyrhinosaurus lakustai                                                                |
|  |                                                                                          |
|  | Pachyrhinosaurus perotorum                                                               |
|  |                                                                                          |

|  | Pachyrhinosaurus lakustai  |
|  |                            |
|  | Pachyrhinosaurus perotorum |
|  |                            |

|  | Pachyrhinosaurus canadensis                                                              |
|  |                                                                                          |
|  | \| \| Pachyrhinosaurus lakustai \| \| \| \| \| \| Pachyrhinosaurus perotorum \| \| \| \| |
|  |                                                                                          |
|  | Pachyrhinosaurus lakustai                                                                |
|  |                                                                                          |
|  | Pachyrhinosaurus perotorum                                                               |
|  |                                                                                          |

|  | Pachyrhinosaurus lakustai  |
|  |                            |
|  | Pachyrhinosaurus perotorum |
|  |                            |

|  | Pachyrhinosaurus canadensis                                                              |
|  |                                                                                          |
|  | \| \| Pachyrhinosaurus lakustai \| \| \| \| \| \| Pachyrhinosaurus perotorum \| \| \| \| |
|  |                                                                                          |
|  | Pachyrhinosaurus lakustai                                                                |
|  |                                                                                          |
|  | Pachyrhinosaurus perotorum                                                               |
|  |                                                                                          |

|  | Pachyrhinosaurus lakustai  |
|  |                            |
|  | Pachyrhinosaurus perotorum |
|  |                            |

|  | Sinoceratops zhuchengensis |
|  |                            |
|  | Wendiceratops pinhornensis |
|  |                            |

|  | Rubeosaurus ovatus        |
|  |                           |
|  | Styracosaurus albertensis |
|  |                           |

|  | Coronosaurus brinkmani                                                         |
|  |                                                                                |
|  | \| \| Centrosaurus apertus \| \| \| \| \| \| Spinops sternbergorum \| \| \| \| |
|  |                                                                                |
|  | Centrosaurus apertus                                                           |
|  |                                                                                |
|  | Spinops sternbergorum                                                          |
|  |                                                                                |

|  | Centrosaurus apertus  |
|  |                       |
|  | Spinops sternbergorum |
|  |                       |

|  | Rubeosaurus ovatus        |
|  |                           |
|  | Styracosaurus albertensis |
|  |                           |

|  | Coronosaurus brinkmani                                                         |
|  |                                                                                |
|  | \| \| Centrosaurus apertus \| \| \| \| \| \| Spinops sternbergorum \| \| \| \| |
|  |                                                                                |
|  | Centrosaurus apertus                                                           |
|  |                                                                                |
|  | Spinops sternbergorum                                                          |
|  |                                                                                |

|  | Centrosaurus apertus  |
|  |                       |
|  | Spinops sternbergorum |
|  |                       |

|  | Pachyrhinosaurus canadensis                                                              |
|  |                                                                                          |
|  | \| \| Pachyrhinosaurus lakustai \| \| \| \| \| \| Pachyrhinosaurus perotorum \| \| \| \| |
|  |                                                                                          |
|  | Pachyrhinosaurus lakustai                                                                |
|  |                                                                                          |
|  | Pachyrhinosaurus perotorum                                                               |
|  |                                                                                          |

|  | Pachyrhinosaurus lakustai  |
|  |                            |
|  | Pachyrhinosaurus perotorum |
|  |                            |

|  | Pachyrhinosaurus canadensis                                                              |
|  |                                                                                          |
|  | \| \| Pachyrhinosaurus lakustai \| \| \| \| \| \| Pachyrhinosaurus perotorum \| \| \| \| |
|  |                                                                                          |
|  | Pachyrhinosaurus lakustai                                                                |
|  |                                                                                          |
|  | Pachyrhinosaurus perotorum                                                               |
|  |                                                                                          |

|  | Pachyrhinosaurus lakustai  |
|  |                            |
|  | Pachyrhinosaurus perotorum |
|  |                            |

|  | Pachyrhinosaurus canadensis                                                              |
|  |                                                                                          |
|  | \| \| Pachyrhinosaurus lakustai \| \| \| \| \| \| Pachyrhinosaurus perotorum \| \| \| \| |
|  |                                                                                          |
|  | Pachyrhinosaurus lakustai                                                                |
|  |                                                                                          |
|  | Pachyrhinosaurus perotorum                                                               |
|  |                                                                                          |

|  | Pachyrhinosaurus lakustai  |
|  |                            |
|  | Pachyrhinosaurus perotorum |
|  |                            |

|  | Pachyrhinosaurus canadensis                                                              |
|  |                                                                                          |
|  | \| \| Pachyrhinosaurus lakustai \| \| \| \| \| \| Pachyrhinosaurus perotorum \| \| \| \| |
|  |                                                                                          |
|  | Pachyrhinosaurus lakustai                                                                |
|  |                                                                                          |
|  | Pachyrhinosaurus perotorum                                                               |
|  |                                                                                          |

|  | Pachyrhinosaurus lakustai  |
|  |                            |
|  | Pachyrhinosaurus perotorum |
|  |                            |

|  | Rubeosaurus ovatus        |
|  |                           |
|  | Styracosaurus albertensis |
|  |                           |

|  | Coronosaurus brinkmani                                                         |
|  |                                                                                |
|  | \| \| Centrosaurus apertus \| \| \| \| \| \| Spinops sternbergorum \| \| \| \| |
|  |                                                                                |
|  | Centrosaurus apertus                                                           |
|  |                                                                                |
|  | Spinops sternbergorum                                                          |
|  |                                                                                |

|  | Centrosaurus apertus  |
|  |                       |
|  | Spinops sternbergorum |
|  |                       |

|  | Rubeosaurus ovatus        |
|  |                           |
|  | Styracosaurus albertensis |
|  |                           |

|  | Coronosaurus brinkmani                                                         |
|  |                                                                                |
|  | \| \| Centrosaurus apertus \| \| \| \| \| \| Spinops sternbergorum \| \| \| \| |
|  |                                                                                |
|  | Centrosaurus apertus                                                           |
|  |                                                                                |
|  | Spinops sternbergorum                                                          |
|  |                                                                                |

|  | Centrosaurus apertus  |
|  |                       |
|  | Spinops sternbergorum |
|  |                       |

|  | Pachyrhinosaurus canadensis                                                              |
|  |                                                                                          |
|  | \| \| Pachyrhinosaurus lakustai \| \| \| \| \| \| Pachyrhinosaurus perotorum \| \| \| \| |
|  |                                                                                          |
|  | Pachyrhinosaurus lakustai                                                                |
|  |                                                                                          |
|  | Pachyrhinosaurus perotorum                                                               |
|  |                                                                                          |

|  | Pachyrhinosaurus lakustai  |
|  |                            |
|  | Pachyrhinosaurus perotorum |
|  |                            |

|  | Pachyrhinosaurus canadensis                                                              |
|  |                                                                                          |
|  | \| \| Pachyrhinosaurus lakustai \| \| \| \| \| \| Pachyrhinosaurus perotorum \| \| \| \| |
|  |                                                                                          |
|  | Pachyrhinosaurus lakustai                                                                |
|  |                                                                                          |
|  | Pachyrhinosaurus perotorum                                                               |
|  |                                                                                          |

|  | Pachyrhinosaurus lakustai  |
|  |                            |
|  | Pachyrhinosaurus perotorum |
|  |                            |

|  | Pachyrhinosaurus canadensis                                                              |
|  |                                                                                          |
|  | \| \| Pachyrhinosaurus lakustai \| \| \| \| \| \| Pachyrhinosaurus perotorum \| \| \| \| |
|  |                                                                                          |
|  | Pachyrhinosaurus lakustai                                                                |
|  |                                                                                          |
|  | Pachyrhinosaurus perotorum                                                               |
|  |                                                                                          |

|  | Pachyrhinosaurus lakustai  |
|  |                            |
|  | Pachyrhinosaurus perotorum |
|  |                            |

|  | Pachyrhinosaurus canadensis                                                              |
|  |                                                                                          |
|  | \| \| Pachyrhinosaurus lakustai \| \| \| \| \| \| Pachyrhinosaurus perotorum \| \| \| \| |
|  |                                                                                          |
|  | Pachyrhinosaurus lakustai                                                                |
|  |                                                                                          |
|  | Pachyrhinosaurus perotorum                                                               |
|  |                                                                                          |

|  | Pachyrhinosaurus lakustai  |
|  |                            |
|  | Pachyrhinosaurus perotorum |
|  |                            |

|  | Sinoceratops zhuchengensis |
|  |                            |
|  | Wendiceratops pinhornensis |
|  |                            |

|  | Rubeosaurus ovatus        |
|  |                           |
|  | Styracosaurus albertensis |
|  |                           |

|  | Coronosaurus brinkmani                                                         |
|  |                                                                                |
|  | \| \| Centrosaurus apertus \| \| \| \| \| \| Spinops sternbergorum \| \| \| \| |
|  |                                                                                |
|  | Centrosaurus apertus                                                           |
|  |                                                                                |
|  | Spinops sternbergorum                                                          |
|  |                                                                                |

|  | Centrosaurus apertus  |
|  |                       |
|  | Spinops sternbergorum |
|  |                       |

|  | Rubeosaurus ovatus        |
|  |                           |
|  | Styracosaurus albertensis |
|  |                           |

|  | Coronosaurus brinkmani                                                         |
|  |                                                                                |
|  | \| \| Centrosaurus apertus \| \| \| \| \| \| Spinops sternbergorum \| \| \| \| |
|  |                                                                                |
|  | Centrosaurus apertus                                                           |
|  |                                                                                |
|  | Spinops sternbergorum                                                          |
|  |                                                                                |

|  | Centrosaurus apertus  |
|  |                       |
|  | Spinops sternbergorum |
|  |                       |

|  | Pachyrhinosaurus canadensis                                                              |
|  |                                                                                          |
|  | \| \| Pachyrhinosaurus lakustai \| \| \| \| \| \| Pachyrhinosaurus perotorum \| \| \| \| |
|  |                                                                                          |
|  | Pachyrhinosaurus lakustai                                                                |
|  |                                                                                          |
|  | Pachyrhinosaurus perotorum                                                               |
|  |                                                                                          |

|  | Pachyrhinosaurus lakustai  |
|  |                            |
|  | Pachyrhinosaurus perotorum |
|  |                            |

|  | Pachyrhinosaurus canadensis                                                              |
|  |                                                                                          |
|  | \| \| Pachyrhinosaurus lakustai \| \| \| \| \| \| Pachyrhinosaurus perotorum \| \| \| \| |
|  |                                                                                          |
|  | Pachyrhinosaurus lakustai                                                                |
|  |                                                                                          |
|  | Pachyrhinosaurus perotorum                                                               |
|  |                                                                                          |

|  | Pachyrhinosaurus lakustai  |
|  |                            |
|  | Pachyrhinosaurus perotorum |
|  |                            |

|  | Pachyrhinosaurus canadensis                                                              |
|  |                                                                                          |
|  | \| \| Pachyrhinosaurus lakustai \| \| \| \| \| \| Pachyrhinosaurus perotorum \| \| \| \| |
|  |                                                                                          |
|  | Pachyrhinosaurus lakustai                                                                |
|  |                                                                                          |
|  | Pachyrhinosaurus perotorum                                                               |
|  |                                                                                          |

|  | Pachyrhinosaurus lakustai  |
|  |                            |
|  | Pachyrhinosaurus perotorum |
|  |                            |

|  | Pachyrhinosaurus canadensis                                                              |
|  |                                                                                          |
|  | \| \| Pachyrhinosaurus lakustai \| \| \| \| \| \| Pachyrhinosaurus perotorum \| \| \| \| |
|  |                                                                                          |
|  | Pachyrhinosaurus lakustai                                                                |
|  |                                                                                          |
|  | Pachyrhinosaurus perotorum                                                               |
|  |                                                                                          |

|  | Pachyrhinosaurus lakustai  |
|  |                            |
|  | Pachyrhinosaurus perotorum |
|  |                            |

|  | Rubeosaurus ovatus        |
|  |                           |
|  | Styracosaurus albertensis |
|  |                           |

|  | Coronosaurus brinkmani                                                         |
|  |                                                                                |
|  | \| \| Centrosaurus apertus \| \| \| \| \| \| Spinops sternbergorum \| \| \| \| |
|  |                                                                                |
|  | Centrosaurus apertus                                                           |
|  |                                                                                |
|  | Spinops sternbergorum                                                          |
|  |                                                                                |

|  | Centrosaurus apertus  |
|  |                       |
|  | Spinops sternbergorum |
|  |                       |

|  | Rubeosaurus ovatus        |
|  |                           |
|  | Styracosaurus albertensis |
|  |                           |

|  | Coronosaurus brinkmani                                                         |
|  |                                                                                |
|  | \| \| Centrosaurus apertus \| \| \| \| \| \| Spinops sternbergorum \| \| \| \| |
|  |                                                                                |
|  | Centrosaurus apertus                                                           |
|  |                                                                                |
|  | Spinops sternbergorum                                                          |
|  |                                                                                |

|  | Centrosaurus apertus  |
|  |                       |
|  | Spinops sternbergorum |
|  |                       |

|  | Pachyrhinosaurus canadensis                                                              |
|  |                                                                                          |
|  | \| \| Pachyrhinosaurus lakustai \| \| \| \| \| \| Pachyrhinosaurus perotorum \| \| \| \| |
|  |                                                                                          |
|  | Pachyrhinosaurus lakustai                                                                |
|  |                                                                                          |
|  | Pachyrhinosaurus perotorum                                                               |
|  |                                                                                          |

|  | Pachyrhinosaurus lakustai  |
|  |                            |
|  | Pachyrhinosaurus perotorum |
|  |                            |

|  | Pachyrhinosaurus canadensis                                                              |
|  |                                                                                          |
|  | \| \| Pachyrhinosaurus lakustai \| \| \| \| \| \| Pachyrhinosaurus perotorum \| \| \| \| |
|  |                                                                                          |
|  | Pachyrhinosaurus lakustai                                                                |
|  |                                                                                          |
|  | Pachyrhinosaurus perotorum                                                               |
|  |                                                                                          |

|  | Pachyrhinosaurus lakustai  |
|  |                            |
|  | Pachyrhinosaurus perotorum |
|  |                            |

|  | Pachyrhinosaurus canadensis                                                              |
|  |                                                                                          |
|  | \| \| Pachyrhinosaurus lakustai \| \| \| \| \| \| Pachyrhinosaurus perotorum \| \| \| \| |
|  |                                                                                          |
|  | Pachyrhinosaurus lakustai                                                                |
|  |                                                                                          |
|  | Pachyrhinosaurus perotorum                                                               |
|  |                                                                                          |

|  | Pachyrhinosaurus lakustai  |
|  |                            |
|  | Pachyrhinosaurus perotorum |
|  |                            |

|  | Pachyrhinosaurus canadensis                                                              |
|  |                                                                                          |
|  | \| \| Pachyrhinosaurus lakustai \| \| \| \| \| \| Pachyrhinosaurus perotorum \| \| \| \| |
|  |                                                                                          |
|  | Pachyrhinosaurus lakustai                                                                |
|  |                                                                                          |
|  | Pachyrhinosaurus perotorum                                                               |
|  |                                                                                          |

|  | Pachyrhinosaurus lakustai  |
|  |                            |
|  | Pachyrhinosaurus perotorum |
|  |                            |

|  | Sinoceratops zhuchengensis |
|  |                            |
|  | Wendiceratops pinhornensis |
|  |                            |

|  | Rubeosaurus ovatus        |
|  |                           |
|  | Styracosaurus albertensis |
|  |                           |

|  | Coronosaurus brinkmani                                                         |
|  |                                                                                |
|  | \| \| Centrosaurus apertus \| \| \| \| \| \| Spinops sternbergorum \| \| \| \| |
|  |                                                                                |
|  | Centrosaurus apertus                                                           |
|  |                                                                                |
|  | Spinops sternbergorum                                                          |
|  |                                                                                |

|  | Centrosaurus apertus  |
|  |                       |
|  | Spinops sternbergorum |
|  |                       |

|  | Rubeosaurus ovatus        |
|  |                           |
|  | Styracosaurus albertensis |
|  |                           |

|  | Coronosaurus brinkmani                                                         |
|  |                                                                                |
|  | \| \| Centrosaurus apertus \| \| \| \| \| \| Spinops sternbergorum \| \| \| \| |
|  |                                                                                |
|  | Centrosaurus apertus                                                           |
|  |                                                                                |
|  | Spinops sternbergorum                                                          |
|  |                                                                                |

|  | Centrosaurus apertus  |
|  |                       |
|  | Spinops sternbergorum |
|  |                       |

|  | Pachyrhinosaurus canadensis                                                              |
|  |                                                                                          |
|  | \| \| Pachyrhinosaurus lakustai \| \| \| \| \| \| Pachyrhinosaurus perotorum \| \| \| \| |
|  |                                                                                          |
|  | Pachyrhinosaurus lakustai                                                                |
|  |                                                                                          |
|  | Pachyrhinosaurus perotorum                                                               |
|  |                                                                                          |

|  | Pachyrhinosaurus lakustai  |
|  |                            |
|  | Pachyrhinosaurus perotorum |
|  |                            |

|  | Pachyrhinosaurus canadensis                                                              |
|  |                                                                                          |
|  | \| \| Pachyrhinosaurus lakustai \| \| \| \| \| \| Pachyrhinosaurus perotorum \| \| \| \| |
|  |                                                                                          |
|  | Pachyrhinosaurus lakustai                                                                |
|  |                                                                                          |
|  | Pachyrhinosaurus perotorum                                                               |
|  |                                                                                          |

|  | Pachyrhinosaurus lakustai  |
|  |                            |
|  | Pachyrhinosaurus perotorum |
|  |                            |

|  | Pachyrhinosaurus canadensis                                                              |
|  |                                                                                          |
|  | \| \| Pachyrhinosaurus lakustai \| \| \| \| \| \| Pachyrhinosaurus perotorum \| \| \| \| |
|  |                                                                                          |
|  | Pachyrhinosaurus lakustai                                                                |
|  |                                                                                          |
|  | Pachyrhinosaurus perotorum                                                               |
|  |                                                                                          |

|  | Pachyrhinosaurus lakustai  |
|  |                            |
|  | Pachyrhinosaurus perotorum |
|  |                            |

|  | Pachyrhinosaurus canadensis                                                              |
|  |                                                                                          |
|  | \| \| Pachyrhinosaurus lakustai \| \| \| \| \| \| Pachyrhinosaurus perotorum \| \| \| \| |
|  |                                                                                          |
|  | Pachyrhinosaurus lakustai                                                                |
|  |                                                                                          |
|  | Pachyrhinosaurus perotorum                                                               |
|  |                                                                                          |

|  | Pachyrhinosaurus lakustai  |
|  |                            |
|  | Pachyrhinosaurus perotorum |
|  |                            |

|  | Rubeosaurus ovatus        |
|  |                           |
|  | Styracosaurus albertensis |
|  |                           |

|  | Coronosaurus brinkmani                                                         |
|  |                                                                                |
|  | \| \| Centrosaurus apertus \| \| \| \| \| \| Spinops sternbergorum \| \| \| \| |
|  |                                                                                |
|  | Centrosaurus apertus                                                           |
|  |                                                                                |
|  | Spinops sternbergorum                                                          |
|  |                                                                                |

|  | Centrosaurus apertus  |
|  |                       |
|  | Spinops sternbergorum |
|  |                       |

|  | Rubeosaurus ovatus        |
|  |                           |
|  | Styracosaurus albertensis |
|  |                           |

|  | Coronosaurus brinkmani                                                         |
|  |                                                                                |
|  | \| \| Centrosaurus apertus \| \| \| \| \| \| Spinops sternbergorum \| \| \| \| |
|  |                                                                                |
|  | Centrosaurus apertus                                                           |
|  |                                                                                |
|  | Spinops sternbergorum                                                          |
|  |                                                                                |

|  | Centrosaurus apertus  |
|  |                       |
|  | Spinops sternbergorum |
|  |                       |

|  | Pachyrhinosaurus canadensis                                                              |
|  |                                                                                          |
|  | \| \| Pachyrhinosaurus lakustai \| \| \| \| \| \| Pachyrhinosaurus perotorum \| \| \| \| |
|  |                                                                                          |
|  | Pachyrhinosaurus lakustai                                                                |
|  |                                                                                          |
|  | Pachyrhinosaurus perotorum                                                               |
|  |                                                                                          |

|  | Pachyrhinosaurus lakustai  |
|  |                            |
|  | Pachyrhinosaurus perotorum |
|  |                            |

|  | Pachyrhinosaurus canadensis                                                              |
|  |                                                                                          |
|  | \| \| Pachyrhinosaurus lakustai \| \| \| \| \| \| Pachyrhinosaurus perotorum \| \| \| \| |
|  |                                                                                          |
|  | Pachyrhinosaurus lakustai                                                                |
|  |                                                                                          |
|  | Pachyrhinosaurus perotorum                                                               |
|  |                                                                                          |

|  | Pachyrhinosaurus lakustai  |
|  |                            |
|  | Pachyrhinosaurus perotorum |
|  |                            |

|  | Pachyrhinosaurus canadensis                                                              |
|  |                                                                                          |
|  | \| \| Pachyrhinosaurus lakustai \| \| \| \| \| \| Pachyrhinosaurus perotorum \| \| \| \| |
|  |                                                                                          |
|  | Pachyrhinosaurus lakustai                                                                |
|  |                                                                                          |
|  | Pachyrhinosaurus perotorum                                                               |
|  |                                                                                          |

|  | Pachyrhinosaurus lakustai  |
|  |                            |
|  | Pachyrhinosaurus perotorum |
|  |                            |

|  | Pachyrhinosaurus canadensis                                                              |
|  |                                                                                          |
|  | \| \| Pachyrhinosaurus lakustai \| \| \| \| \| \| Pachyrhinosaurus perotorum \| \| \| \| |
|  |                                                                                          |
|  | Pachyrhinosaurus lakustai                                                                |
|  |                                                                                          |
|  | Pachyrhinosaurus perotorum                                                               |
|  |                                                                                          |

|  | Pachyrhinosaurus lakustai  |
|  |                            |
|  | Pachyrhinosaurus perotorum |
|  |                            |

|  | Avaceratops lammersi (ANSP 15800) |
|  |                                   |
|  | MOR 692                           |
|  |                                   |
|  | CMN 8804                          |
|  |                                   |
|  | Nasutoceratops titusi             |
|  |                                   |
|  | Novo táxon de Malta               |
|  |                                   |

|  | Sinoceratops zhuchengensis |
|  |                            |
|  | Wendiceratops pinhornensis |
|  |                            |

|  | Rubeosaurus ovatus        |
|  |                           |
|  | Styracosaurus albertensis |
|  |                           |

|  | Coronosaurus brinkmani                                                         |
|  |                                                                                |
|  | \| \| Centrosaurus apertus \| \| \| \| \| \| Spinops sternbergorum \| \| \| \| |
|  |                                                                                |
|  | Centrosaurus apertus                                                           |
|  |                                                                                |
|  | Spinops sternbergorum                                                          |
|  |                                                                                |

|  | Centrosaurus apertus  |
|  |                       |
|  | Spinops sternbergorum |
|  |                       |

|  | Rubeosaurus ovatus        |
|  |                           |
|  | Styracosaurus albertensis |
|  |                           |

|  | Coronosaurus brinkmani                                                         |
|  |                                                                                |
|  | \| \| Centrosaurus apertus \| \| \| \| \| \| Spinops sternbergorum \| \| \| \| |
|  |                                                                                |
|  | Centrosaurus apertus                                                           |
|  |                                                                                |
|  | Spinops sternbergorum                                                          |
|  |                                                                                |

|  | Centrosaurus apertus  |
|  |                       |
|  | Spinops sternbergorum |
|  |                       |

|  | Pachyrhinosaurus canadensis                                                              |
|  |                                                                                          |
|  | \| \| Pachyrhinosaurus lakustai \| \| \| \| \| \| Pachyrhinosaurus perotorum \| \| \| \| |
|  |                                                                                          |
|  | Pachyrhinosaurus lakustai                                                                |
|  |                                                                                          |
|  | Pachyrhinosaurus perotorum                                                               |
|  |                                                                                          |

|  | Pachyrhinosaurus lakustai  |
|  |                            |
|  | Pachyrhinosaurus perotorum |
|  |                            |

|  | Pachyrhinosaurus canadensis                                                              |
|  |                                                                                          |
|  | \| \| Pachyrhinosaurus lakustai \| \| \| \| \| \| Pachyrhinosaurus perotorum \| \| \| \| |
|  |                                                                                          |
|  | Pachyrhinosaurus lakustai                                                                |
|  |                                                                                          |
|  | Pachyrhinosaurus perotorum                                                               |
|  |                                                                                          |

|  | Pachyrhinosaurus lakustai  |
|  |                            |
|  | Pachyrhinosaurus perotorum |
|  |                            |

|  | Pachyrhinosaurus canadensis                                                              |
|  |                                                                                          |
|  | \| \| Pachyrhinosaurus lakustai \| \| \| \| \| \| Pachyrhinosaurus perotorum \| \| \| \| |
|  |                                                                                          |
|  | Pachyrhinosaurus lakustai                                                                |
|  |                                                                                          |
|  | Pachyrhinosaurus perotorum                                                               |
|  |                                                                                          |

|  | Pachyrhinosaurus lakustai  |
|  |                            |
|  | Pachyrhinosaurus perotorum |
|  |                            |

|  | Pachyrhinosaurus canadensis                                                              |
|  |                                                                                          |
|  | \| \| Pachyrhinosaurus lakustai \| \| \| \| \| \| Pachyrhinosaurus perotorum \| \| \| \| |
|  |                                                                                          |
|  | Pachyrhinosaurus lakustai                                                                |
|  |                                                                                          |
|  | Pachyrhinosaurus perotorum                                                               |
|  |                                                                                          |

|  | Pachyrhinosaurus lakustai  |
|  |                            |
|  | Pachyrhinosaurus perotorum |
|  |                            |

|  | Rubeosaurus ovatus        |
|  |                           |
|  | Styracosaurus albertensis |
|  |                           |

|  | Coronosaurus brinkmani                                                         |
|  |                                                                                |
|  | \| \| Centrosaurus apertus \| \| \| \| \| \| Spinops sternbergorum \| \| \| \| |
|  |                                                                                |
|  | Centrosaurus apertus                                                           |
|  |                                                                                |
|  | Spinops sternbergorum                                                          |
|  |                                                                                |

|  | Centrosaurus apertus  |
|  |                       |
|  | Spinops sternbergorum |
|  |                       |

|  | Rubeosaurus ovatus        |
|  |                           |
|  | Styracosaurus albertensis |
|  |                           |

|  | Coronosaurus brinkmani                                                         |
|  |                                                                                |
|  | \| \| Centrosaurus apertus \| \| \| \| \| \| Spinops sternbergorum \| \| \| \| |
|  |                                                                                |
|  | Centrosaurus apertus                                                           |
|  |                                                                                |
|  | Spinops sternbergorum                                                          |
|  |                                                                                |

|  | Centrosaurus apertus  |
|  |                       |
|  | Spinops sternbergorum |
|  |                       |

|  | Pachyrhinosaurus canadensis                                                              |
|  |                                                                                          |
|  | \| \| Pachyrhinosaurus lakustai \| \| \| \| \| \| Pachyrhinosaurus perotorum \| \| \| \| |
|  |                                                                                          |
|  | Pachyrhinosaurus lakustai                                                                |
|  |                                                                                          |
|  | Pachyrhinosaurus perotorum                                                               |
|  |                                                                                          |

|  | Pachyrhinosaurus lakustai  |
|  |                            |
|  | Pachyrhinosaurus perotorum |
|  |                            |

|  | Pachyrhinosaurus canadensis                                                              |
|  |                                                                                          |
|  | \| \| Pachyrhinosaurus lakustai \| \| \| \| \| \| Pachyrhinosaurus perotorum \| \| \| \| |
|  |                                                                                          |
|  | Pachyrhinosaurus lakustai                                                                |
|  |                                                                                          |
|  | Pachyrhinosaurus perotorum                                                               |
|  |                                                                                          |

|  | Pachyrhinosaurus lakustai  |
|  |                            |
|  | Pachyrhinosaurus perotorum |
|  |                            |

|  | Pachyrhinosaurus canadensis                                                              |
|  |                                                                                          |
|  | \| \| Pachyrhinosaurus lakustai \| \| \| \| \| \| Pachyrhinosaurus perotorum \| \| \| \| |
|  |                                                                                          |
|  | Pachyrhinosaurus lakustai                                                                |
|  |                                                                                          |
|  | Pachyrhinosaurus perotorum                                                               |
|  |                                                                                          |

|  | Pachyrhinosaurus lakustai  |
|  |                            |
|  | Pachyrhinosaurus perotorum |
|  |                            |

|  | Pachyrhinosaurus canadensis                                                              |
|  |                                                                                          |
|  | \| \| Pachyrhinosaurus lakustai \| \| \| \| \| \| Pachyrhinosaurus perotorum \| \| \| \| |
|  |                                                                                          |
|  | Pachyrhinosaurus lakustai                                                                |
|  |                                                                                          |
|  | Pachyrhinosaurus perotorum                                                               |
|  |                                                                                          |

|  | Pachyrhinosaurus lakustai  |
|  |                            |
|  | Pachyrhinosaurus perotorum |
|  |                            |

|  | Sinoceratops zhuchengensis |
|  |                            |
|  | Wendiceratops pinhornensis |
|  |                            |

|  | Rubeosaurus ovatus        |
|  |                           |
|  | Styracosaurus albertensis |
|  |                           |

|  | Coronosaurus brinkmani                                                         |
|  |                                                                                |
|  | \| \| Centrosaurus apertus \| \| \| \| \| \| Spinops sternbergorum \| \| \| \| |
|  |                                                                                |
|  | Centrosaurus apertus                                                           |
|  |                                                                                |
|  | Spinops sternbergorum                                                          |
|  |                                                                                |

|  | Centrosaurus apertus  |
|  |                       |
|  | Spinops sternbergorum |
|  |                       |

|  | Rubeosaurus ovatus        |
|  |                           |
|  | Styracosaurus albertensis |
|  |                           |

|  | Coronosaurus brinkmani                                                         |
|  |                                                                                |
|  | \| \| Centrosaurus apertus \| \| \| \| \| \| Spinops sternbergorum \| \| \| \| |
|  |                                                                                |
|  | Centrosaurus apertus                                                           |
|  |                                                                                |
|  | Spinops sternbergorum                                                          |
|  |                                                                                |

|  | Centrosaurus apertus  |
|  |                       |
|  | Spinops sternbergorum |
|  |                       |

|  | Pachyrhinosaurus canadensis                                                              |
|  |                                                                                          |
|  | \| \| Pachyrhinosaurus lakustai \| \| \| \| \| \| Pachyrhinosaurus perotorum \| \| \| \| |
|  |                                                                                          |
|  | Pachyrhinosaurus lakustai                                                                |
|  |                                                                                          |
|  | Pachyrhinosaurus perotorum                                                               |
|  |                                                                                          |

|  | Pachyrhinosaurus lakustai  |
|  |                            |
|  | Pachyrhinosaurus perotorum |
|  |                            |

|  | Pachyrhinosaurus canadensis                                                              |
|  |                                                                                          |
|  | \| \| Pachyrhinosaurus lakustai \| \| \| \| \| \| Pachyrhinosaurus perotorum \| \| \| \| |
|  |                                                                                          |
|  | Pachyrhinosaurus lakustai                                                                |
|  |                                                                                          |
|  | Pachyrhinosaurus perotorum                                                               |
|  |                                                                                          |

|  | Pachyrhinosaurus lakustai  |
|  |                            |
|  | Pachyrhinosaurus perotorum |
|  |                            |

|  | Pachyrhinosaurus canadensis                                                              |
|  |                                                                                          |
|  | \| \| Pachyrhinosaurus lakustai \| \| \| \| \| \| Pachyrhinosaurus perotorum \| \| \| \| |
|  |                                                                                          |
|  | Pachyrhinosaurus lakustai                                                                |
|  |                                                                                          |
|  | Pachyrhinosaurus perotorum                                                               |
|  |                                                                                          |

|  | Pachyrhinosaurus lakustai  |
|  |                            |
|  | Pachyrhinosaurus perotorum |
|  |                            |

|  | Pachyrhinosaurus canadensis                                                              |
|  |                                                                                          |
|  | \| \| Pachyrhinosaurus lakustai \| \| \| \| \| \| Pachyrhinosaurus perotorum \| \| \| \| |
|  |                                                                                          |
|  | Pachyrhinosaurus lakustai                                                                |
|  |                                                                                          |
|  | Pachyrhinosaurus perotorum                                                               |
|  |                                                                                          |

|  | Pachyrhinosaurus lakustai  |
|  |                            |
|  | Pachyrhinosaurus perotorum |
|  |                            |

|  | Rubeosaurus ovatus        |
|  |                           |
|  | Styracosaurus albertensis |
|  |                           |

|  | Coronosaurus brinkmani                                                         |
|  |                                                                                |
|  | \| \| Centrosaurus apertus \| \| \| \| \| \| Spinops sternbergorum \| \| \| \| |
|  |                                                                                |
|  | Centrosaurus apertus                                                           |
|  |                                                                                |
|  | Spinops sternbergorum                                                          |
|  |                                                                                |

|  | Centrosaurus apertus  |
|  |                       |
|  | Spinops sternbergorum |
|  |                       |

|  | Rubeosaurus ovatus        |
|  |                           |
|  | Styracosaurus albertensis |
|  |                           |

|  | Coronosaurus brinkmani                                                         |
|  |                                                                                |
|  | \| \| Centrosaurus apertus \| \| \| \| \| \| Spinops sternbergorum \| \| \| \| |
|  |                                                                                |
|  | Centrosaurus apertus                                                           |
|  |                                                                                |
|  | Spinops sternbergorum                                                          |
|  |                                                                                |

|  | Centrosaurus apertus  |
|  |                       |
|  | Spinops sternbergorum |
|  |                       |

|  | Pachyrhinosaurus canadensis                                                              |
|  |                                                                                          |
|  | \| \| Pachyrhinosaurus lakustai \| \| \| \| \| \| Pachyrhinosaurus perotorum \| \| \| \| |
|  |                                                                                          |
|  | Pachyrhinosaurus lakustai                                                                |
|  |                                                                                          |
|  | Pachyrhinosaurus perotorum                                                               |
|  |                                                                                          |

|  | Pachyrhinosaurus lakustai  |
|  |                            |
|  | Pachyrhinosaurus perotorum |
|  |                            |

|  | Pachyrhinosaurus canadensis                                                              |
|  |                                                                                          |
|  | \| \| Pachyrhinosaurus lakustai \| \| \| \| \| \| Pachyrhinosaurus perotorum \| \| \| \| |
|  |                                                                                          |
|  | Pachyrhinosaurus lakustai                                                                |
|  |                                                                                          |
|  | Pachyrhinosaurus perotorum                                                               |
|  |                                                                                          |

|  | Pachyrhinosaurus lakustai  |
|  |                            |
|  | Pachyrhinosaurus perotorum |
|  |                            |

|  | Pachyrhinosaurus canadensis                                                              |
|  |                                                                                          |
|  | \| \| Pachyrhinosaurus lakustai \| \| \| \| \| \| Pachyrhinosaurus perotorum \| \| \| \| |
|  |                                                                                          |
|  | Pachyrhinosaurus lakustai                                                                |
|  |                                                                                          |
|  | Pachyrhinosaurus perotorum                                                               |
|  |                                                                                          |

|  | Pachyrhinosaurus lakustai  |
|  |                            |
|  | Pachyrhinosaurus perotorum |
|  |                            |

|  | Pachyrhinosaurus canadensis                                                              |
|  |                                                                                          |
|  | \| \| Pachyrhinosaurus lakustai \| \| \| \| \| \| Pachyrhinosaurus perotorum \| \| \| \| |
|  |                                                                                          |
|  | Pachyrhinosaurus lakustai                                                                |
|  |                                                                                          |
|  | Pachyrhinosaurus perotorum                                                               |
|  |                                                                                          |

|  | Pachyrhinosaurus lakustai  |
|  |                            |
|  | Pachyrhinosaurus perotorum |
|  |                            |

|  | Sinoceratops zhuchengensis |
|  |                            |
|  | Wendiceratops pinhornensis |
|  |                            |

|  | Rubeosaurus ovatus        |
|  |                           |
|  | Styracosaurus albertensis |
|  |                           |

|  | Coronosaurus brinkmani                                                         |
|  |                                                                                |
|  | \| \| Centrosaurus apertus \| \| \| \| \| \| Spinops sternbergorum \| \| \| \| |
|  |                                                                                |
|  | Centrosaurus apertus                                                           |
|  |                                                                                |
|  | Spinops sternbergorum                                                          |
|  |                                                                                |

|  | Centrosaurus apertus  |
|  |                       |
|  | Spinops sternbergorum |
|  |                       |

|  | Rubeosaurus ovatus        |
|  |                           |
|  | Styracosaurus albertensis |
|  |                           |

|  | Coronosaurus brinkmani                                                         |
|  |                                                                                |
|  | \| \| Centrosaurus apertus \| \| \| \| \| \| Spinops sternbergorum \| \| \| \| |
|  |                                                                                |
|  | Centrosaurus apertus                                                           |
|  |                                                                                |
|  | Spinops sternbergorum                                                          |
|  |                                                                                |

|  | Centrosaurus apertus  |
|  |                       |
|  | Spinops sternbergorum |
|  |                       |

|  | Pachyrhinosaurus canadensis                                                              |
|  |                                                                                          |
|  | \| \| Pachyrhinosaurus lakustai \| \| \| \| \| \| Pachyrhinosaurus perotorum \| \| \| \| |
|  |                                                                                          |
|  | Pachyrhinosaurus lakustai                                                                |
|  |                                                                                          |
|  | Pachyrhinosaurus perotorum                                                               |
|  |                                                                                          |

|  | Pachyrhinosaurus lakustai  |
|  |                            |
|  | Pachyrhinosaurus perotorum |
|  |                            |

|  | Pachyrhinosaurus canadensis                                                              |
|  |                                                                                          |
|  | \| \| Pachyrhinosaurus lakustai \| \| \| \| \| \| Pachyrhinosaurus perotorum \| \| \| \| |
|  |                                                                                          |
|  | Pachyrhinosaurus lakustai                                                                |
|  |                                                                                          |
|  | Pachyrhinosaurus perotorum                                                               |
|  |                                                                                          |

|  | Pachyrhinosaurus lakustai  |
|  |                            |
|  | Pachyrhinosaurus perotorum |
|  |                            |

|  | Pachyrhinosaurus canadensis                                                              |
|  |                                                                                          |
|  | \| \| Pachyrhinosaurus lakustai \| \| \| \| \| \| Pachyrhinosaurus perotorum \| \| \| \| |
|  |                                                                                          |
|  | Pachyrhinosaurus lakustai                                                                |
|  |                                                                                          |
|  | Pachyrhinosaurus perotorum                                                               |
|  |                                                                                          |

|  | Pachyrhinosaurus lakustai  |
|  |                            |
|  | Pachyrhinosaurus perotorum |
|  |                            |

|  | Pachyrhinosaurus canadensis                                                              |
|  |                                                                                          |
|  | \| \| Pachyrhinosaurus lakustai \| \| \| \| \| \| Pachyrhinosaurus perotorum \| \| \| \| |
|  |                                                                                          |
|  | Pachyrhinosaurus lakustai                                                                |
|  |                                                                                          |
|  | Pachyrhinosaurus perotorum                                                               |
|  |                                                                                          |

|  | Pachyrhinosaurus lakustai  |
|  |                            |
|  | Pachyrhinosaurus perotorum |
|  |                            |

|  | Rubeosaurus ovatus        |
|  |                           |
|  | Styracosaurus albertensis |
|  |                           |

|  | Coronosaurus brinkmani                                                         |
|  |                                                                                |
|  | \| \| Centrosaurus apertus \| \| \| \| \| \| Spinops sternbergorum \| \| \| \| |
|  |                                                                                |
|  | Centrosaurus apertus                                                           |
|  |                                                                                |
|  | Spinops sternbergorum                                                          |
|  |                                                                                |

|  | Centrosaurus apertus  |
|  |                       |
|  | Spinops sternbergorum |
|  |                       |

|  | Rubeosaurus ovatus        |
|  |                           |
|  | Styracosaurus albertensis |
|  |                           |

|  | Coronosaurus brinkmani                                                         |
|  |                                                                                |
|  | \| \| Centrosaurus apertus \| \| \| \| \| \| Spinops sternbergorum \| \| \| \| |
|  |                                                                                |
|  | Centrosaurus apertus                                                           |
|  |                                                                                |
|  | Spinops sternbergorum                                                          |
|  |                                                                                |

|  | Centrosaurus apertus  |
|  |                       |
|  | Spinops sternbergorum |
|  |                       |

|  | Pachyrhinosaurus canadensis                                                              |
|  |                                                                                          |
|  | \| \| Pachyrhinosaurus lakustai \| \| \| \| \| \| Pachyrhinosaurus perotorum \| \| \| \| |
|  |                                                                                          |
|  | Pachyrhinosaurus lakustai                                                                |
|  |                                                                                          |
|  | Pachyrhinosaurus perotorum                                                               |
|  |                                                                                          |

|  | Pachyrhinosaurus lakustai  |
|  |                            |
|  | Pachyrhinosaurus perotorum |
|  |                            |

|  | Pachyrhinosaurus canadensis                                                              |
|  |                                                                                          |
|  | \| \| Pachyrhinosaurus lakustai \| \| \| \| \| \| Pachyrhinosaurus perotorum \| \| \| \| |
|  |                                                                                          |
|  | Pachyrhinosaurus lakustai                                                                |
|  |                                                                                          |
|  | Pachyrhinosaurus perotorum                                                               |
|  |                                                                                          |

|  | Pachyrhinosaurus lakustai  |
|  |                            |
|  | Pachyrhinosaurus perotorum |
|  |                            |

|  | Pachyrhinosaurus canadensis                                                              |
|  |                                                                                          |
|  | \| \| Pachyrhinosaurus lakustai \| \| \| \| \| \| Pachyrhinosaurus perotorum \| \| \| \| |
|  |                                                                                          |
|  | Pachyrhinosaurus lakustai                                                                |
|  |                                                                                          |
|  | Pachyrhinosaurus perotorum                                                               |
|  |                                                                                          |

|  | Pachyrhinosaurus lakustai  |
|  |                            |
|  | Pachyrhinosaurus perotorum |
|  |                            |

|  | Pachyrhinosaurus canadensis                                                              |
|  |                                                                                          |
|  | \| \| Pachyrhinosaurus lakustai \| \| \| \| \| \| Pachyrhinosaurus perotorum \| \| \| \| |
|  |                                                                                          |
|  | Pachyrhinosaurus lakustai                                                                |
|  |                                                                                          |
|  | Pachyrhinosaurus perotorum                                                               |
|  |                                                                                          |

|  | Pachyrhinosaurus lakustai  |
|  |                            |
|  | Pachyrhinosaurus perotorum |
|  |                            |

|  | Sinoceratops zhuchengensis |
|  |                            |
|  | Wendiceratops pinhornensis |
|  |                            |

|  | Rubeosaurus ovatus        |
|  |                           |
|  | Styracosaurus albertensis |
|  |                           |

|  | Coronosaurus brinkmani                                                         |
|  |                                                                                |
|  | \| \| Centrosaurus apertus \| \| \| \| \| \| Spinops sternbergorum \| \| \| \| |
|  |                                                                                |
|  | Centrosaurus apertus                                                           |
|  |                                                                                |
|  | Spinops sternbergorum                                                          |
|  |                                                                                |

|  | Centrosaurus apertus  |
|  |                       |
|  | Spinops sternbergorum |
|  |                       |

|  | Rubeosaurus ovatus        |
|  |                           |
|  | Styracosaurus albertensis |
|  |                           |

|  | Coronosaurus brinkmani                                                         |
|  |                                                                                |
|  | \| \| Centrosaurus apertus \| \| \| \| \| \| Spinops sternbergorum \| \| \| \| |
|  |                                                                                |
|  | Centrosaurus apertus                                                           |
|  |                                                                                |
|  | Spinops sternbergorum                                                          |
|  |                                                                                |

|  | Centrosaurus apertus  |
|  |                       |
|  | Spinops sternbergorum |
|  |                       |

|  | Pachyrhinosaurus canadensis                                                              |
|  |                                                                                          |
|  | \| \| Pachyrhinosaurus lakustai \| \| \| \| \| \| Pachyrhinosaurus perotorum \| \| \| \| |
|  |                                                                                          |
|  | Pachyrhinosaurus lakustai                                                                |
|  |                                                                                          |
|  | Pachyrhinosaurus perotorum                                                               |
|  |                                                                                          |

|  | Pachyrhinosaurus lakustai  |
|  |                            |
|  | Pachyrhinosaurus perotorum |
|  |                            |

|  | Pachyrhinosaurus canadensis                                                              |
|  |                                                                                          |
|  | \| \| Pachyrhinosaurus lakustai \| \| \| \| \| \| Pachyrhinosaurus perotorum \| \| \| \| |
|  |                                                                                          |
|  | Pachyrhinosaurus lakustai                                                                |
|  |                                                                                          |
|  | Pachyrhinosaurus perotorum                                                               |
|  |                                                                                          |

|  | Pachyrhinosaurus lakustai  |
|  |                            |
|  | Pachyrhinosaurus perotorum |
|  |                            |

|  | Pachyrhinosaurus canadensis                                                              |
|  |                                                                                          |
|  | \| \| Pachyrhinosaurus lakustai \| \| \| \| \| \| Pachyrhinosaurus perotorum \| \| \| \| |
|  |                                                                                          |
|  | Pachyrhinosaurus lakustai                                                                |
|  |                                                                                          |
|  | Pachyrhinosaurus perotorum                                                               |
|  |                                                                                          |

|  | Pachyrhinosaurus lakustai  |
|  |                            |
|  | Pachyrhinosaurus perotorum |
|  |                            |

|  | Pachyrhinosaurus canadensis                                                              |
|  |                                                                                          |
|  | \| \| Pachyrhinosaurus lakustai \| \| \| \| \| \| Pachyrhinosaurus perotorum \| \| \| \| |
|  |                                                                                          |
|  | Pachyrhinosaurus lakustai                                                                |
|  |                                                                                          |
|  | Pachyrhinosaurus perotorum                                                               |
|  |                                                                                          |

|  | Pachyrhinosaurus lakustai  |
|  |                            |
|  | Pachyrhinosaurus perotorum |
|  |                            |

|  | Rubeosaurus ovatus        |
|  |                           |
|  | Styracosaurus albertensis |
|  |                           |

|  | Coronosaurus brinkmani                                                         |
|  |                                                                                |
|  | \| \| Centrosaurus apertus \| \| \| \| \| \| Spinops sternbergorum \| \| \| \| |
|  |                                                                                |
|  | Centrosaurus apertus                                                           |
|  |                                                                                |
|  | Spinops sternbergorum                                                          |
|  |                                                                                |

|  | Centrosaurus apertus  |
|  |                       |
|  | Spinops sternbergorum |
|  |                       |

|  | Rubeosaurus ovatus        |
|  |                           |
|  | Styracosaurus albertensis |
|  |                           |

|  | Coronosaurus brinkmani                                                         |
|  |                                                                                |
|  | \| \| Centrosaurus apertus \| \| \| \| \| \| Spinops sternbergorum \| \| \| \| |
|  |                                                                                |
|  | Centrosaurus apertus                                                           |
|  |                                                                                |
|  | Spinops sternbergorum                                                          |
|  |                                                                                |

|  | Centrosaurus apertus  |
|  |                       |
|  | Spinops sternbergorum |
|  |                       |

|  | Pachyrhinosaurus canadensis                                                              |
|  |                                                                                          |
|  | \| \| Pachyrhinosaurus lakustai \| \| \| \| \| \| Pachyrhinosaurus perotorum \| \| \| \| |
|  |                                                                                          |
|  | Pachyrhinosaurus lakustai                                                                |
|  |                                                                                          |
|  | Pachyrhinosaurus perotorum                                                               |
|  |                                                                                          |

|  | Pachyrhinosaurus lakustai  |
|  |                            |
|  | Pachyrhinosaurus perotorum |
|  |                            |

|  | Pachyrhinosaurus canadensis                                                              |
|  |                                                                                          |
|  | \| \| Pachyrhinosaurus lakustai \| \| \| \| \| \| Pachyrhinosaurus perotorum \| \| \| \| |
|  |                                                                                          |
|  | Pachyrhinosaurus lakustai                                                                |
|  |                                                                                          |
|  | Pachyrhinosaurus perotorum                                                               |
|  |                                                                                          |

|  | Pachyrhinosaurus lakustai  |
|  |                            |
|  | Pachyrhinosaurus perotorum |
|  |                            |

|  | Pachyrhinosaurus canadensis                                                              |
|  |                                                                                          |
|  | \| \| Pachyrhinosaurus lakustai \| \| \| \| \| \| Pachyrhinosaurus perotorum \| \| \| \| |
|  |                                                                                          |
|  | Pachyrhinosaurus lakustai                                                                |
|  |                                                                                          |
|  | Pachyrhinosaurus perotorum                                                               |
|  |                                                                                          |

|  | Pachyrhinosaurus lakustai  |
|  |                            |
|  | Pachyrhinosaurus perotorum |
|  |                            |

|  | Pachyrhinosaurus canadensis                                                              |
|  |                                                                                          |
|  | \| \| Pachyrhinosaurus lakustai \| \| \| \| \| \| Pachyrhinosaurus perotorum \| \| \| \| |
|  |                                                                                          |
|  | Pachyrhinosaurus lakustai                                                                |
|  |                                                                                          |
|  | Pachyrhinosaurus perotorum                                                               |
|  |                                                                                          |

|  | Pachyrhinosaurus lakustai  |
|  |                            |
|  | Pachyrhinosaurus perotorum |
|  |                            |

### Origens e evolução

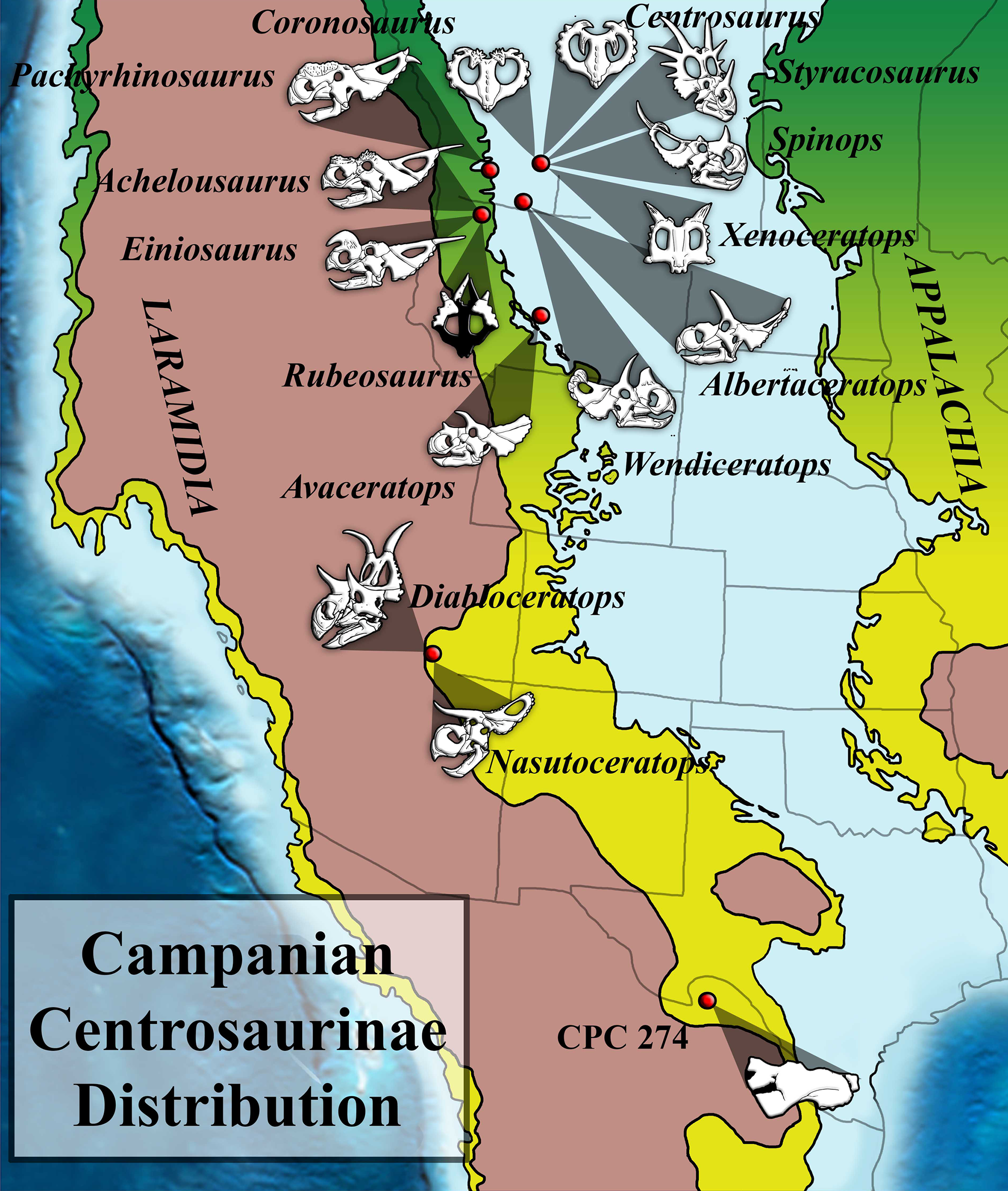
Biogeografia de dinossauros centrossauríneos durante o Campaniano

As origens evolutivas do Styracosaurus não foram compreendidas por muitos anos porque as evidências fósseis dos primeiros ceratopsianos eram esparsas. A descoberta do Protoceratops, em 1922, lançou luz sobre as primeiras relações entre ceratopsídeos, mas várias décadas se passaram antes que descobertas adicionais preenchessem mais espaços em branco. Novas descobertas no final dos anos 1990 e 2000, incluindo Zuniceratops, o primeiro ceratopsiano conhecido com chifres na testa, e Yinlong, o primeiro ceratopsiano do período Jurássico conhecido, indicam como os ancestrais do Styracosaurus podem ter se parecido. Essas novas descobertas foram importantes para iluminar as origens dos dinossauros com chifres em geral e sugerem que o grupo se originou durante o Jurássico na Ásia, com o aparecimento de verdadeiros ceratopsianos com chifres ocorrendo no início do final do Cretáceo na América do Norte.
Goodwin e colegas propuseram em 1992 que o Styracosaurus fazia parte da linhagem que levou ao Einiosaurus, Achelousaurus e Pachyrhinosaurus. Isso foi baseado em uma série de crânios fósseis da Formação Two Medicine em Montana. A posição do Styracosaurus nesta linhagem era então ambígua, já que os restos que se pensavam representar o Styracosaurus foram transferidos para o gênero Rubeosaurus.
O Styracosaurus é conhecido por uma posição mais elevada na formação (relacionada especificamente ao seu próprio gênero) do que o estreitamente relacionado Centrosaurus, sugerindo que o Styracosaurus substituiu o Centrosaurus conforme o ambiente mudava com o tempo e/ou pela dimensão. Foi sugerido que Styracosaurus albertensis é um descendente direto do Centrosaurus (C. apertus ou C. nasicornis), e que por sua vez evoluiu diretamente para a espécie ligeiramente posterior Rubeosaurus ovatus. Mudanças sutis podem ser rastreadas no arranjo dos chifres por meio dessa linhagem, indo do Rubeosaurus ao Einiosaurus, ao Aquelousaurus e Pachyrhinosaurus. No entanto, a linhagem pode não ser uma linha reta simples, já que uma espécie parecida com o paquirrinossauro foi relatada na mesma época e local que o Styracosaurus albertensis.
Em 2020, durante a descrição do Stellasaurus, Wilson et al. descobriram que o Styracosaurus (incluindo S. ovatus) é o primeiro membro de uma única linhagem evolutiva que acabou se desenvolvendo em Stellasaurus, Achelousaurus e Pachyrhinosaurus.

## Paleobiologia

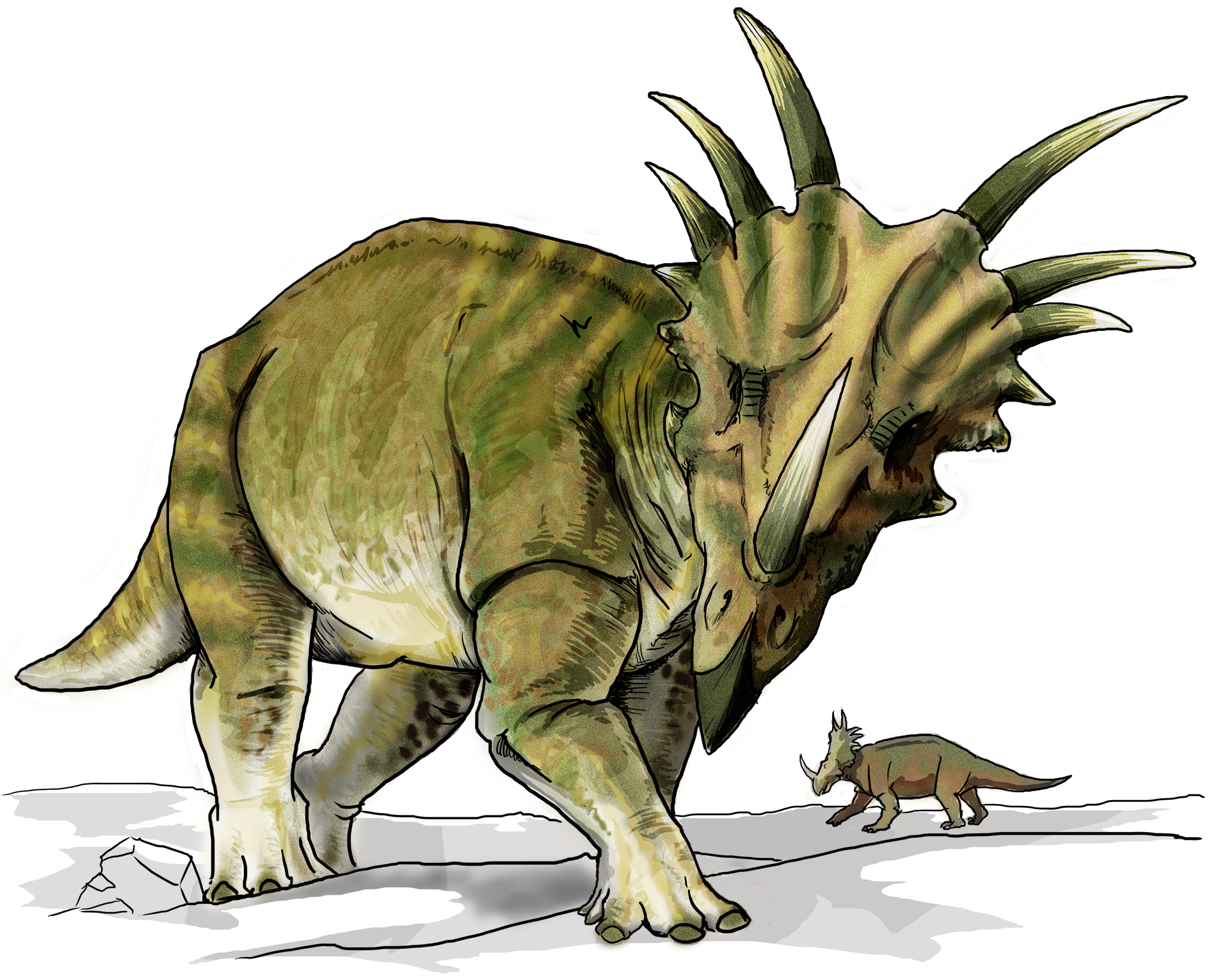
Restauração

O Styracosaurus e outros dinossauros com chifres são frequentemente retratados na cultura popular como animais de manada. Um leito ósseo composto de restos de Styracosaurus é conhecido na Formação Dinosaur Park de Alberta, mais ou menos na metade da formação. Este leito ósseo está associado a diferentes tipos de depósitos fluviais. As mortes em massa podem ter sido o resultado de animais que, de outra forma, não seriam gregários, reunindo-se em torno de um poça d'água durante um período de seca, com evidências sugerindo que o ambiente pode ter sido sazonal e semiárido.
Os paleontólogos Gregory S. Paul e Per Christiansen propuseram que grandes ceratopsianos como o Styracosaurus eram capazes de correr mais rápido que um elefante, com base em possíveis rastros de ceratopsianos que não exibiam sinais de membros anteriores estendidos.

### Chifres e espinhos
O nome Styracosaurus foi dado pelo seu descobridor, Lawrence Lambe, em 1913 e é formado pela junção de duas palavras gregas: a primeira é "styrax/στύραξ", que significa "espinho na ponta de uma haste de lança". A segunda usada é sauros/σαῦρος, um sufixo comum em vários dinossauros e que significa lagarto, sendo chamado em português de Estiracossauro. Seu nome deriva da descrição de sua estranha cabeça, que era dotada de um folho, ou adorno ósseo repleto de espinhos longos. Dependendo da espécie, há uma variação entre seis ou oito espinhos (embora tivesse bem acima de seu adorno dois espinhos reduzidos, quase imperceptíveis), sendo que havia metade dos espinhos em cada uma das laterais do adorno, e que os espinhos mais longos ficavam bem acima do adorno.
O uso dos espinhos é incerto, e talvez este animal os usasse para intimidar os adversários e para se exibir nas épocas de acasalamento, embora a função de defesa fosse mais garantida pelo gigantesco chifre nasal, tal qual o Triceratops, um dos maiores do seu grupo, alcançando cerca de 57 cm segundo os cálculos de Lambe. Como restos fósseis de tal tamanho não foram achados, e baseados nos núcleos dos chifres de outros centrossauríneos, muitos cientistas atualmente preferem supor que o chifre nasal alcançasse metade do calculado por Lambe. Fora isso, sua cabeça era repleta de calombos, acima dos olhos principalmente, tendo variações conforme a idade. Ferimentos de espécimes de Triceratops e outros ceratopsídeos, incluindo centrossauros como Styracosaurus, tiveram seus ossos analisados indicando a presença de ferimentos localizados; uma vez refutada a possibilidade de os ferimentos terem sido causados por alguma doença óssea, evidenciou-se o possível estilo de combate de membros deste grupo e, portanto, o possível uso dos chifres em luta entre membros da mesma espécie.

### Folho

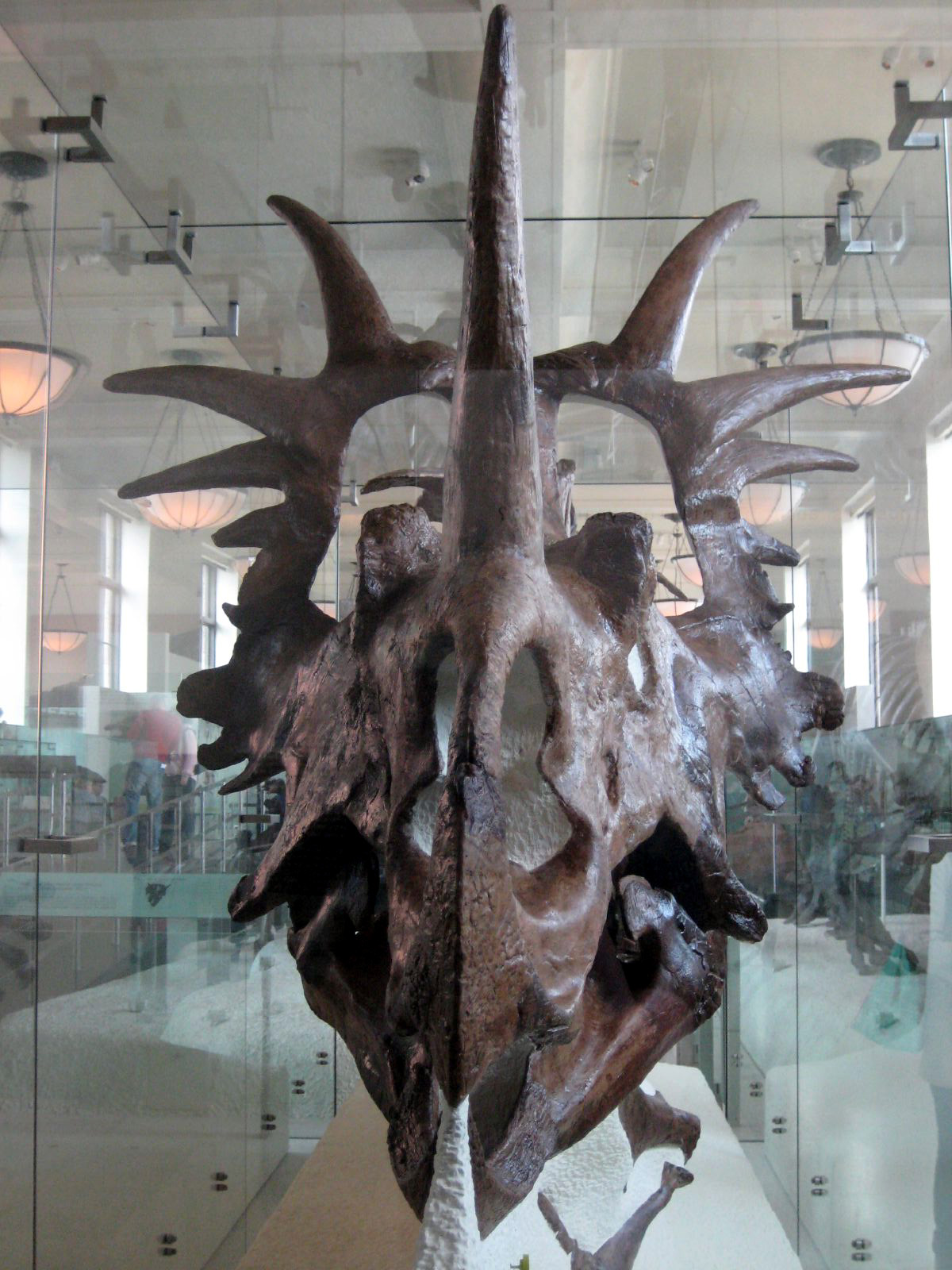
Close do crânio AM5372, Museu Americano de História Natural

O grande folho do Styracosaurus e gêneros relacionados também pode ter ajudado a aumentar a área corporal para regular a temperatura corporal, como as orelhas do elefante moderno. Uma teoria semelhante foi proposta em relação às placas do Stegosaurus, embora este uso por si só não explicasse a variação bizarra e extravagante observada em diferentes membros dos Ceratopsidae. Uma característica presente no mesmo, e comum aos dinossauros da mesma família, são os buracos no folho, que garantiam maior leveza ao seu "leque de espinhos". Obviamente, quando o Styracosaurus estava vivo, esses buracos não eram tão perceptíveis, uma vez que estariam cobertos com pele e músculos.

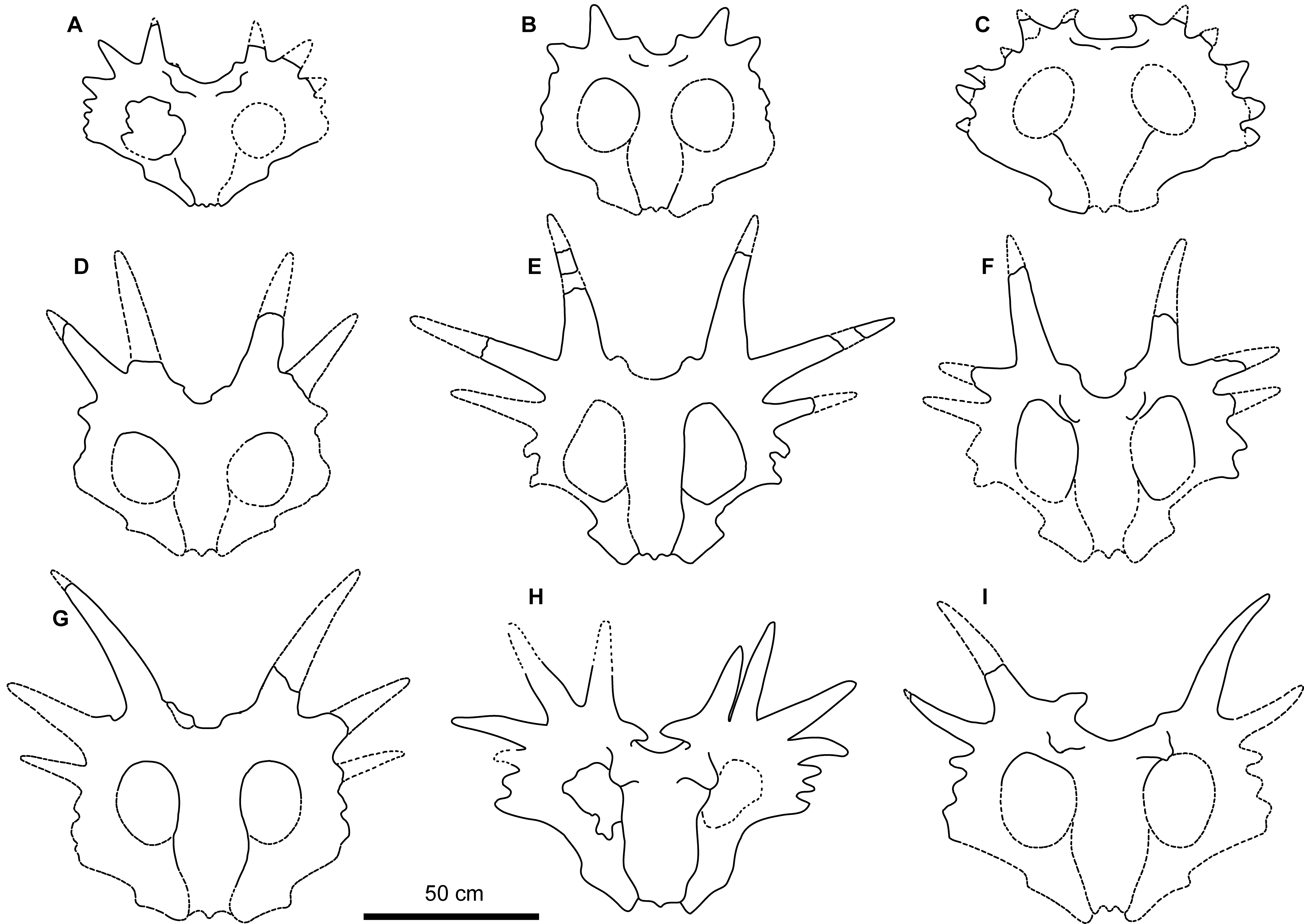
Variação na morfologia do folho; a linha superior são subadultos, o restante é maduro.

A teoria do uso de babados na exibição sexual foi proposta pela primeira vez em 1961 por Davitashvili. Esta teoria ganhou aceitação crescente.  A evidência de que a exibição visual era importante, quer no namoro quer noutro comportamento social, pode ser vista no facto de os dinossauros com chifres diferirem marcadamente nos seus adornos, tornando cada espécie altamente distinta. Além disso, as criaturas vivas modernas com tais exibições de chifres e adornos os utilizam em comportamento semelhante. Todavia, alguns paleontólogos questionam o uso de estruturas exageradas em dinossauros como identificação intraespecífica, já que tal função não existe na grande maioria das espécies modernas de tetrápodes (vertebrados terrestres).
Um crânio descoberto em 2015 de um Styracosaurus indica que a variação individual era provavelmente comum no gênero. A natureza assimétrica dos chifres do espécime foi comparada à dos cervos, que geralmente apresentam chifres assimétricos em vários indivíduos.

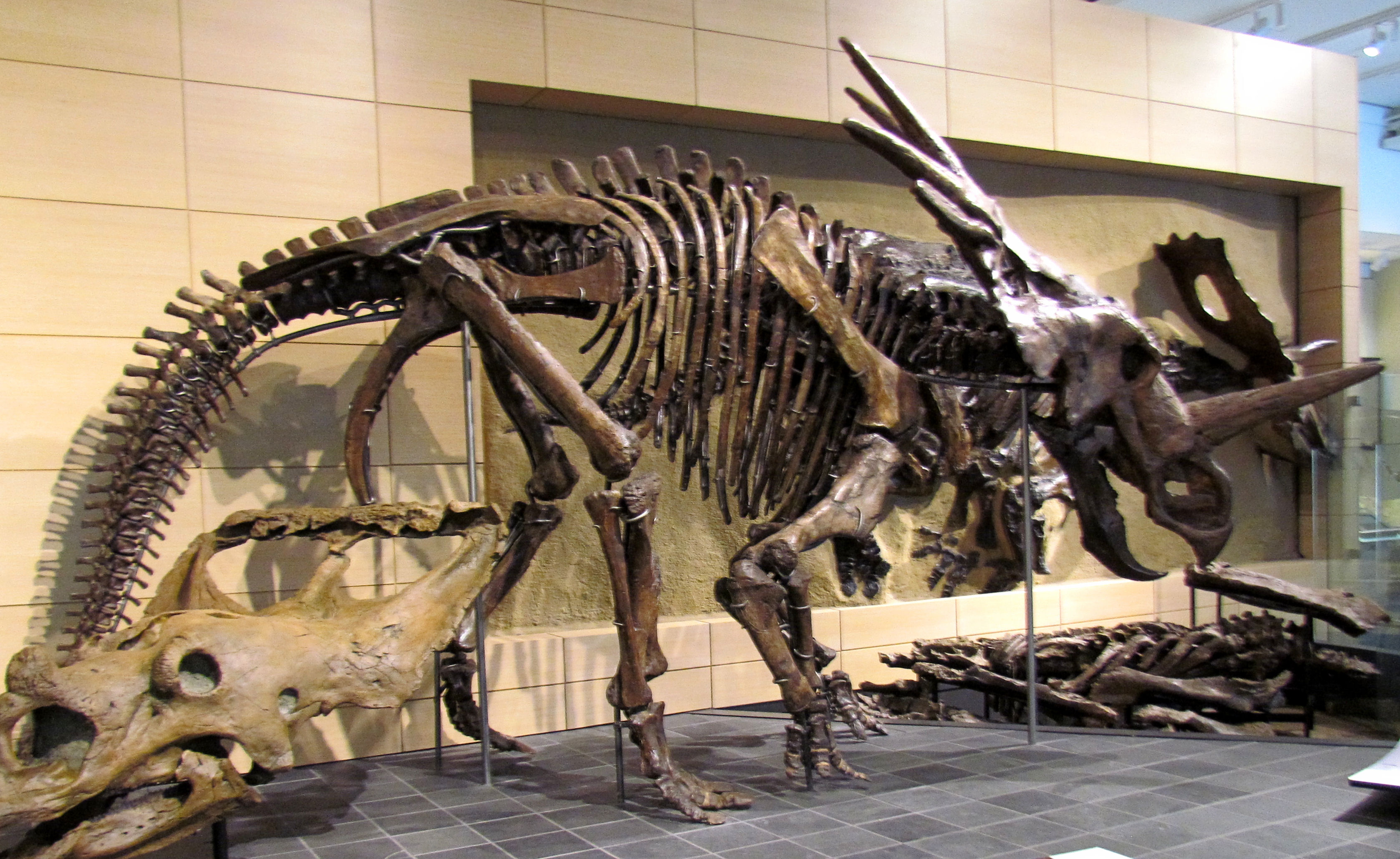
Esqueleto remontado de um Styracosaurus.

### Dentição e dieta
Os Styracosaurus eram dinossauros herbívoros; eles provavelmente se alimentavam principalmente de arbustos por causa da posição da cabeça. Eles podem, no entanto, ter sido capazes de derrubar plantas mais altas com seus chifres, bico e o peso do corpo. As mandíbulas tinham um bico profundo e estreito, considerado melhor para agarrar e arrancar do que para morder.
Os dentes de ceratopsídeos, incluindo os do Styracosaurus, eram organizados em grupos chamados baterias. Os dentes mais velhos em cima eram continuamente substituídos pelos dentes embaixo deles. Ao contrário dos hadrossaurídeos, que também tinham baterias dentais, os dentes de ceratopsídeos cortavam, mas não trituravam. Alguns cientistas sugeriram que ceratopsídeos como o Styracosaurus comiam palmas e cicadáceas, enquanto outros sugeriram samambaias.  Dodson propôs que ceratopsianos do Cretáceo Superior podem ter derrubado árvores angiospermas e, em seguida, arrancado as folhas dos galhos.

## Distribuição e paleoecologia

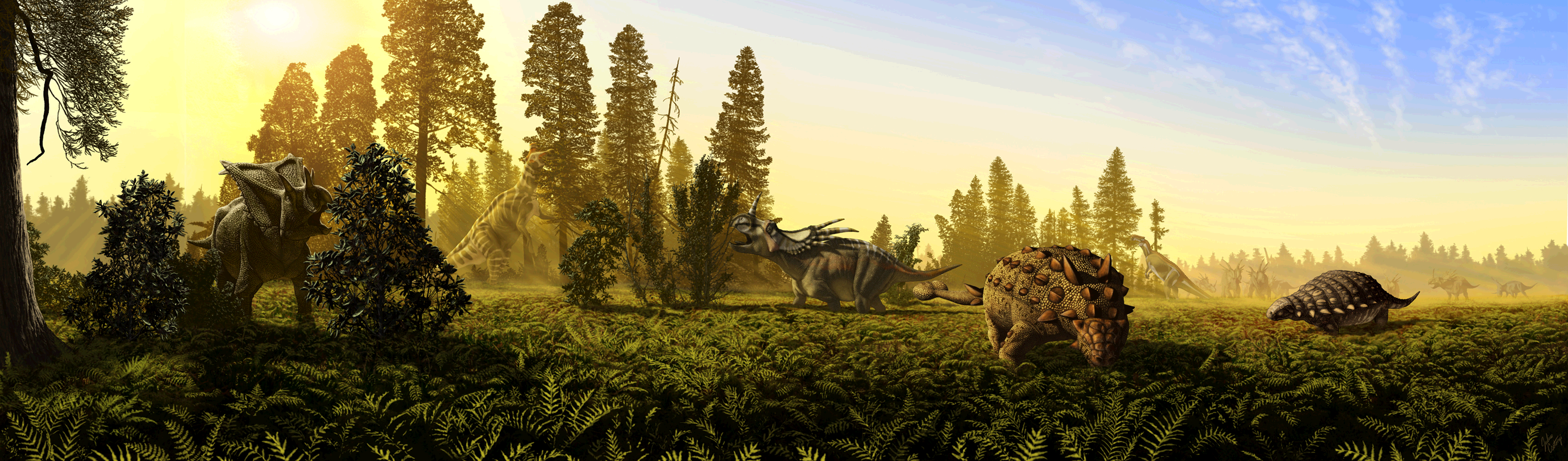
Representação dos megaherbívoros na Formação Dinosaur Park, Styracosaurus é o terceiro a partir da esquerda, com rebanho no fundo direito

O Styracosaurus viveu na América do Norte, principalmente nas regiões que são hoje o Canadá e os Estados Unidos. É conhecido na Formação Dinosaur Park e era membro de uma fauna diversa e bem documentada de animais pré-históricos que incluíam parentes com chifres como Centrosaurus e Chasmosaurus, bicos de pato como Prosaurolophus, Lambeosaurus, Gryposaurus, Corythosaurus e Parasaurolophus, tiranossauros como Gorgosaurus, Daspletosaurus e anquilossaurídeos como Edmontonia e Euoplocephalus.
A Formação Dinosaur Park é interpretada como um cenário de baixo relevo de rios e planícies aluviais que se tornou mais pantanoso e influenciado pelas condições marinhas ao longo do tempo, conforme o Mar Interior Ocidental transgrediu em direção oeste. O clima era mais quente do que a atual Alberta, sem geadas, mas com estações mais úmidas e secas. As coníferas eram aparentemente as plantas que compunham o dossel florestal, com um sub-bosque de samambaias, samambaias arbóreas e angiospermas.